# Mésange nonnette
Poecile palustris
Espèce
Synonymes
- Parus palustris

Répartition géographique
Statut de conservation UICN

 LC  : Préoccupation mineure
La Mésange nonnette (Poecile palustris, anciennement Parus palustris) est une espèce de passereaux de la famille des Paridés. C'est un petit oiseau (11 à 12 cm pour 8 à 15 g) portant une calotte d'un noir brillant et une petite bavette noire, avec un dessus brun-gris et un dessous crème à blanchâtre. Elle ressemble beaucoup à la Mésange boréale, avec qui elle peut cohabiter.
Oiseau bavard, elle est dotée d'un répertoire varié. Son cri classique est un pit-siou ou pi-ti-tsiou qui la différencie clairement de la Mésange boréale, tandis que son chant est une succession de notes simples.
La Mésange nonnette est présente dans deux zones disjointes : d'une part dans les latitudes moyennes de l'Europe, d'autre part en Asie de l'Est. Dans son aire de répartition, elle est assez commune à commune. Ses effectifs mondiaux sont estimés entre 10,6 et 20,9 millions d'individus adultes dans le monde, dont 2,9 à 5,7 millions en Europe, qui représente 55 % de l'aire de répartition.
Elle recherche les vieilles forêts de chênes, de hêtres ou mixtes, d'aulnes, de peupliers, de bouleaux, de saules et de cerisier à grappes, où elle trouve des cavités pour nicher. Elle peut également élire domicile dans les vergers, les parcs et les grands jardins comportant de vieux arbres fruitiers et des buissons.
Elle est socialement monogame et pratique l'élevage biparental. Son nid est aménagé dans la cavité existante d'un tronc d'arbre ou d'arbuste et garni de mousse et de poils. La femelle y pond sept à neuf œufs blancs tachetés de brun. Quasiment tous éclosent et le succès reproducteur (taux de jeunes éclos menés à l'envol) est élevé, entre 70 et 80 %. Quelques jours après avoir quitté le nid, les jeunes se dispersent pour établir leur propre territoire et former un couple. La Mésange nonnette ne migre pas et ne prend pas part à des irruptions (invasions massives et ponctuelles, causées entre autres par un manque local de nourriture), contrairement par exemple à la Mésange boréale. Une fois établie sur un territoire, elle tend à y rester toute sa vie.
Omnivore, elle se concentre sur les insectes et les araignées au printemps et l'été, avant de se tourner vers les graines et les baies le reste de l'année. Assez peu farouche vis-à-vis de l'être humain, elle fréquente volontiers les mangeoires, où elle prélève les graines individuellement avant de disparaître dans les branches pour les consommer.
Dotée d'une aire de répartition très étendue, avec des effectifs importants et en déclin modéré, la Mésange nonnette est déclarée espèce de préoccupation mineure. Sa régression est en revanche préoccupante dans certains endroits, comme la Grande-Bretagne, où son abondance n'est plus en 2025 que le cinquième de ce qu'elle était dans les années 1970. Les causes de cet effondrement sont complexes, mais il semble que le nourrissage massif des oiseaux pratiqué au Royaume-Uni et en Europe continentale puisse être un facteur, en favorisant des espèces dominantes comme la Mésange charbonnière et la Mésange bleue, voire des prédateurs comme le Pic épeiche.

## Noms et étymologie
Le nom générique Poecile vient du grec ancien πoικιλίς / poikilís, littéralement « oiseau bigarré, tacheté, moucheté », terme utilisé chez Aristote pour désigner plusieurs petits oiseaux.
Palustris vient du latin et signifie « qui se rapporte aux marécages » — un choix de nom curieux, car cet oiseau ne fréquente pas les marais,. Ce sens se retrouve dans les noms vernaculaires anglais (Marsh tit), allemand (Sumpfmeise), danois (Sumpmejse), espagnol (Carbonero palustre) ou encore portugais (Chapim-palustre). 
Son nom français, nonnette ou « petite nonne », fait allusion, selon les sources, à sa calotte noire qui rappellerait le voile des religieuses ou à sa tenue grise. Au Québec, ce nom est donné aux mésanges locales dépourvues de huppe, mais munies de cette calotte sombre. Il est courant en français de parler de « mésanges grises » pour désigner les mésanges à calotte noire et à dos gris-brun. Buffon appelle la Mésange nonnette « nonnette cendrée » et en italien, la Mésange nonnette est la Cincia bigia, littéralement la « mésange bise ».

## Description

### Apparence

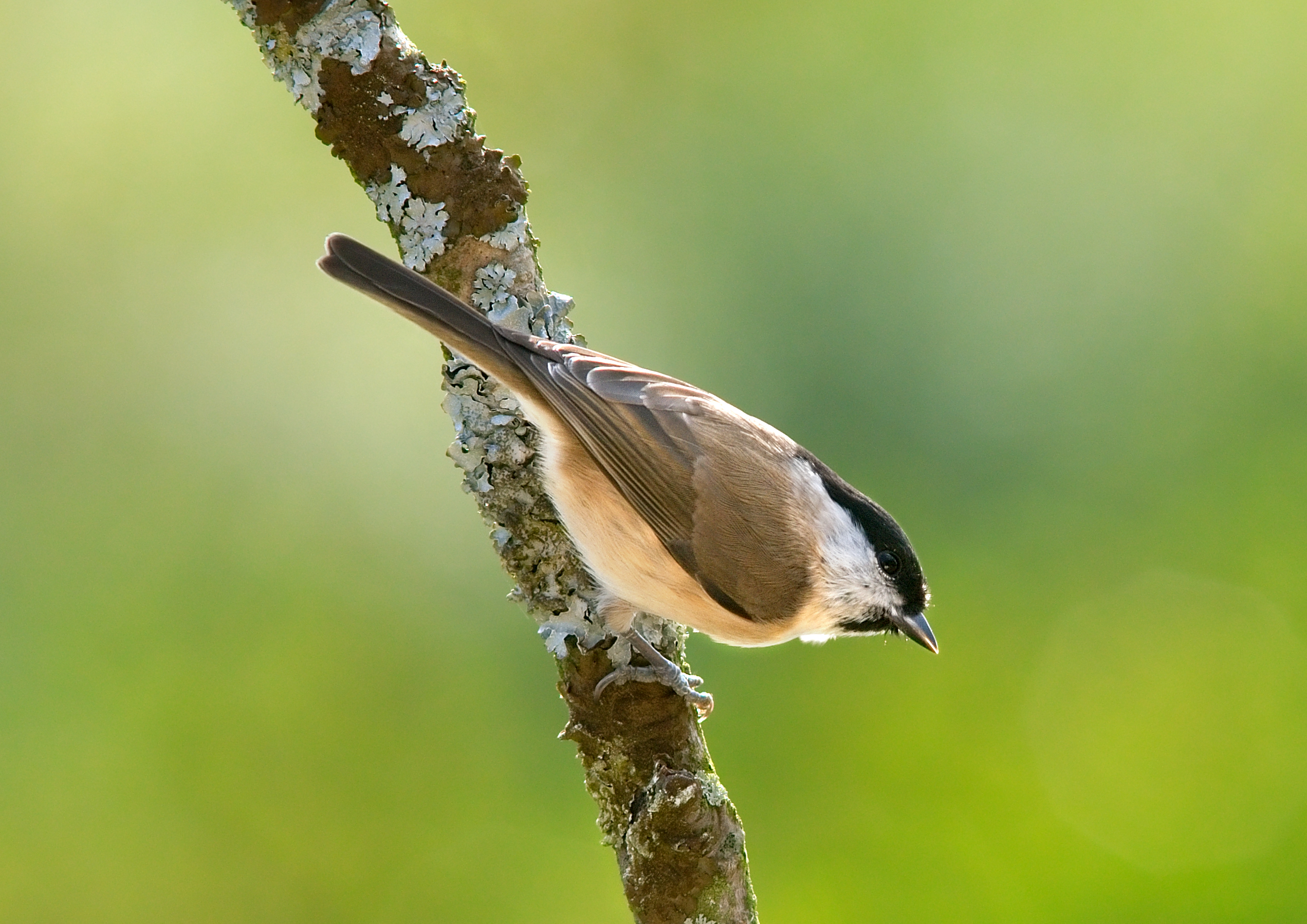
La Mésange nonnette fait partie des mésanges dites « grises ».

La Mésange nonnette est une mésange de taille moyenne (11 à 12 cm pour 8 à 15 g), similaire en gabarit à la Mésange bleue (Cyanistes caeruleus) et plus petite que la Mésange charbonnière (Parus major). C'est un oiseau rondouillard, avec une tête large et arrondie, dotée d'un bec court et relativement fin. Elle possède une calotte d'un noir lustré, un dessus brun avec une petite bavette sombre. Sur le terrain, c'est une mésange vive, acrobate et particulièrement douée pour tenir de la nourriture dans ses pattes. Elle se déplace en sautillant, parfois en bondissant ou en courant au sol. Son vol est en dents de scie, peu fluide, marqué par des battements d'ailes énergiques et assez abrupts.
La sous-espèce nominale arbore une calotte noire qui court du front à la nuque et descend sur le côté jusqu'au niveau inférieur des yeux. Les plumes du sommet du crâne sont brillantes. Le dessus, incluant les couvertures sus-alaires, est d'un brun chamois parfois teinté de cannelle sur le croupion et les couvertures sus-caudales. La queue est brun-gris frangée de gris. L'alula et les plumes de vol sont d'un brun plus sombre. Les joues, les lores et les couvertures parotiques sont blanchâtres. Le menton et la partie supérieure de la gorge forment une petite bavette noire. La partie inférieure de la gorge, la poitrine et le ventre sont blancs. Les flancs et le bas-ventre sont d'un chamois grisé, parfois teinté de rosé en plumage frais. L'iris est noir ou d'un brun très sombre. Le bec est noirâtre, avec une zone gris pâle à la base de la mandibule supérieure. Les pattes sont d'un gris bleuté à ardoisé.
Mâle et femelle se ressemblent beaucoup. La calotte des mâles est d'un noir plus profond et plus brillant, alors que celle des femelles est plus terne, s'apparentant à celle de la Mésange boréale (Poecile montanus). Leur bavette est également plus sombre et plus large. Les juvéniles peuvent se distinguer des adultes par une calotte plus terne, mais de ce fait, ils sont pratiquement impossibles à différencier des juvéniles de Mésange boréale.

### Communication

#### Voix
La Mésange nonnette est un oiseau bavard, doté d'un répertoire varié où l'on peut distinguer trois catégories de vocalisations : le cri chick-a-dee, le gargouillis et le chant.
La nonnette applique un système de cris commun à toutes les espèces du genre Poecile et décrit d'abord chez deux espèces de mésanges américaines (chickadees en anglais), la Mésange à tête noire (Poecile atricapillus) et la Mésange de Caroline (Poecile carolinensis), d'où son nom de système chick-a-dee. Il repose sur quelques règles et quatre types de cris de base, notés A-B-C-D dans la littérature scientifique. Le cri A consiste en un cri fin et aigu, si ou tsi. Le cri B est un sip, tsit ou pit plus ferme et plus grave. Le cri C, encore plus grave, consiste en un siou ou siè très marqué. Le cri D est un simple di nasal, à bande large. Ces notes peuvent être combinées tout ou partie, toujours dans le même ordre : A vient avant B ou C, D étant utilisé à la fin. Ce système de cris reste encore largement à décoder. Une étude publiée en 2007 montre néanmoins que le cri A est neutre et associé au mouvement ; C est agressif, mais peut aussi transmettre un emplacement de nourriture ; le nombre et le rythme de notes D semblent corrélés avec le degré de la menace lors d'un houspillage.
La Mésange nonnette s'exprime le plus fréquemment par les cris B-C, un pit-siou ou pit-siè distinctif, émis de manière isolée ou par deux, parfois suivi d'un certain nombre de notes D, jusqu'à dix ou plus. Lorsqu'elle volette ou qu'elle se nourrit, la nonnette émet des séries de cris A. Elle peut alors être confondue avec les autres mésanges ou avec les roitelets.
Le gargouillis est une éruption sonore complexe et variable émise par les mésanges à courte distance dans des contextes bien précis d'excitation intense ou d'agressivité. Il a ainsi été qualifié de « cri de guerre ». Il semble émis très majoritairement par les mâles et s'entend le plus souvent lors de conflits territoriaux. Il constitue également la réponse typique à la repasse, pratique ornithologique consistant à diffuser le chant d'une espèce donnée afin de faire réagir d'éventuels individus en présence.
Le chant de la nonnette est une succession rapide de cinq à dix notes monosyllabiques, tsiu tsiu tsiu, qui a été comparée aux « mitraillettes-laser des films de science-fiction ». Il est typiquement émis depuis un perchoir en hauteur et sert à annoncer ou affirmer sa présence. La nonnette possède un large répertoire : une étude menée dans le sud de l'Allemagne distingue 37 variantes locales. Les mâles sont les chanteurs les plus fréquents, mais les femelles peuvent également produire ce type de vocalisations, souvent la répétition d'une seule et même phrase, pour attirer un partenaire, mais aussi pour défendre le territoire.

#### Postures

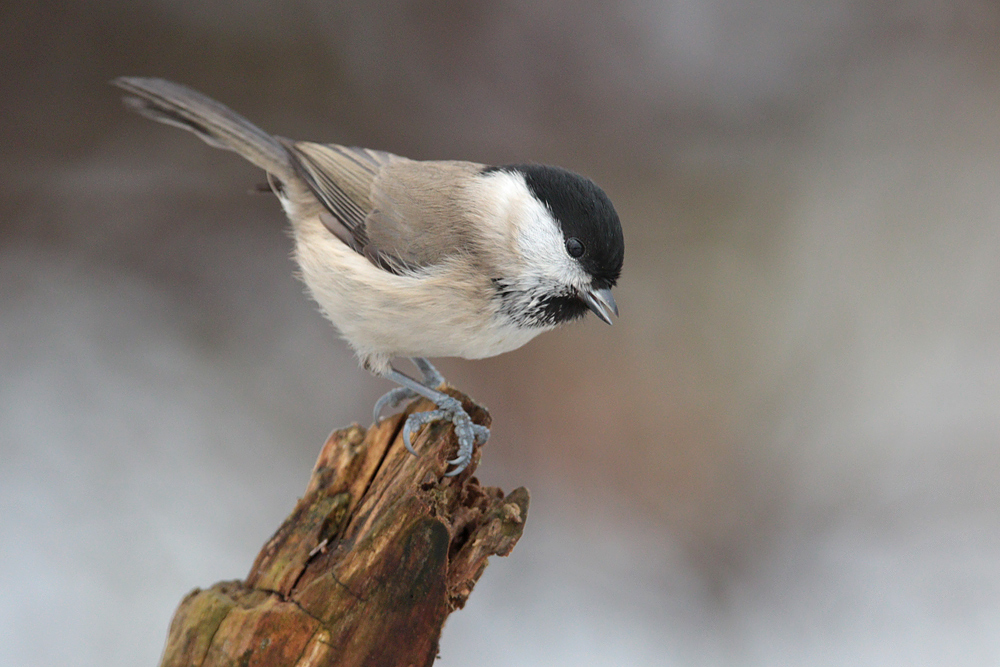
La nonnette utilise une gamme de postures stéréotypées pour communiquer.

La Mésange nonnette communique également par un ensemble d'attitudes et postures, souvent en combinaison avec des vocalisations. Ces postures semblent innées : les nonnettes juvéniles qui viennent d'apprendre à voler passent beaucoup de temps à les enchaîner, alors que leurs vocalisations sont encore en cours de consolidation. Ces postures sont difficiles à identifier sur le terrain, car elles sont très rapides. Elles sont moins bien étudiées chez la nonnette que chez les mésanges américaines.
La posture dite « du bec relevé » consiste à relever le bec pour montrer sa bavette à son adversaire et l'intimider. Chez la Mésange boréale, la taille de la bavette est un signe de domination et il en va probablement de même chez la nonnette. Une autre posture d'intimidation consiste à se pencher en avant, souvent en ouvrant grand le bec. Elle est fréquemment employée à la mangeoire, où les conflits sont fréquents pour accéder à la nourriture. La nonnette peut également ériger les plumes de sa calotte quand elle est inquiète ou se sent menacée, par exemple quand elle est manipulée par un bagueur. Un cas extrême consiste pour l'individu à ébouriffer l'ensemble des plumes, pour se rendre le plus imposant possible. Inversement, la nonnette fait preuve de soumission en aplatissant toutes ses plumes, souvent en se détournant de l'oiseau dominant.

### Confusions possibles

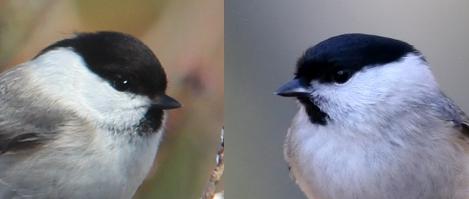
Liseré blanc à la jointure des mandibules chez la Mésange nonnette, à droite, par rapport à la Mésange boréale.

La Mésange nonnette est extrêmement proche de la Mésange boréale (Parus montanus), avec qui elle voisine dans certaines parties de son aire de répartition. L'ornithologue Chris Perrins, qui a consacré une monographie aux mésanges britanniques, se demande en plaisantant comment les oiseaux eux-mêmes ne se confondent pas entre eux. Il recense six caractéristiques physiques : une calotte noire brillante et non chocolat foncé ; une calotte s'étendant très peu sur le dos ; l'arrière des joues brun-beige ; une absence de panneau sur l'aile fermée, formé par le liseré pâle des rémiges secondaires chez la boréale ; les flancs grisâtres et non crème ; une bavette plus petite et bien délimitée. Quand l'oiseau est en main, les rectrices externes sont de 1 à 4 mm plus courtes que les plus longues, contre 5 à 6 mm chez la Mésange boréale.
Toutefois, ces caractères ne sont pas toujours observables, par exemple lorsque l'oiseau est en pleine mue, et aucun n'est à lui seul complètement fiable : Chris Perrins conclut que seule la voix permet de distinguer les deux espèces de manière certaine. En 1987, le bagueur belge P. Dewolf propose un critère complémentaire : la nonnette présente à la jointure des mandibules un liseré pâle qui est absent chez la boréale. Plus facile à voir sur le bec fermé, ce liseré est plus étendu sur la mandibule supérieure et forme une tache pâle à la base du bec.
Plusieurs études ont été consacrées au test de ces critères de différenciation, en particulier en Grande-Bretagne où les sous-espèces locales, P. p. dresseri et P. m. kleinschmidti, se ressemblent particulièrement,. Un bilan de ces études conclut que la tache pâle à la base du bec est le critère physique le plus solide. Difficile à apprécier sur le terrain, elle est évidente sur les photographies.
La nonnette ressemble également à la Mésange lugubre (Parus lugubris), présente dans le Sud-Est de l'Europe et en Anatolie. Elle est toutefois plus petite, avec une calotte d'un noir pur et non mêlé de brun, un dessous plus brun et une bavette beaucoup plus réduite,.

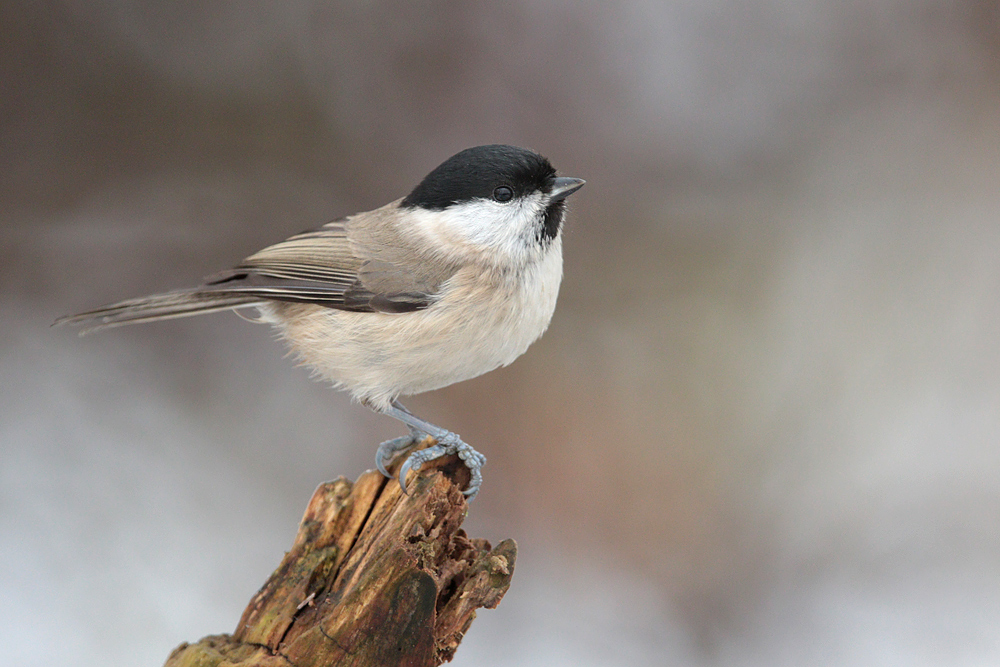
Mésange nonnette.
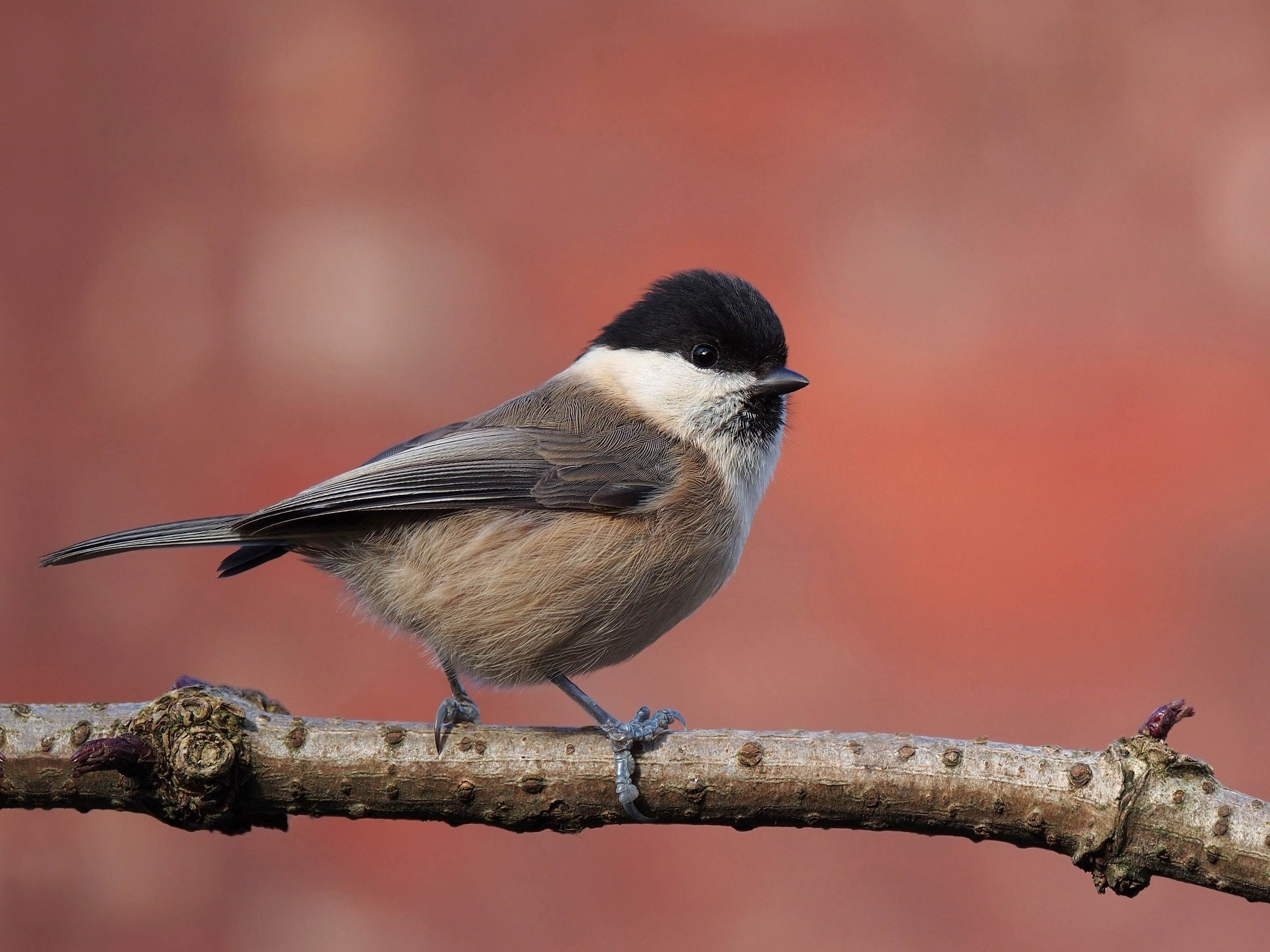
Mésange boréale.
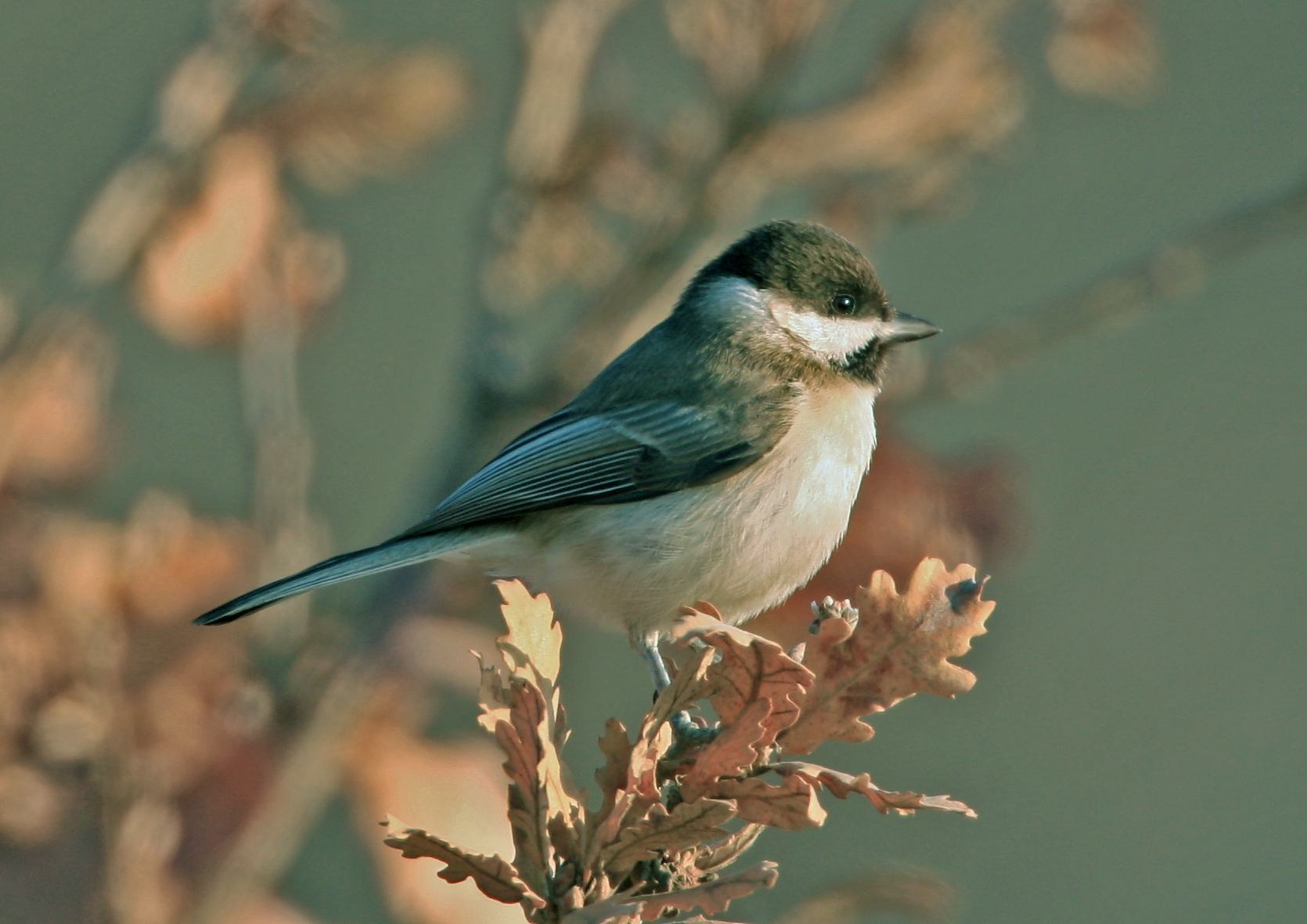
Mésange lugubre.

## Écologie et comportement

### Alimentation

#### Régime alimentaire
La Mésange nonnette est omnivore et possède un régime alimentaire large et varié. Ce dernier a été étudié par l'observation, et historiquement, par l'analyse du contenu de l'estomac et du gésier. Cette méthode, qui impliquait de tuer des individus pour les disséquer, n'est plus pratiquée aujourd'hui, mais les données qui en sont issues restent parmi les meilleures disponibles.

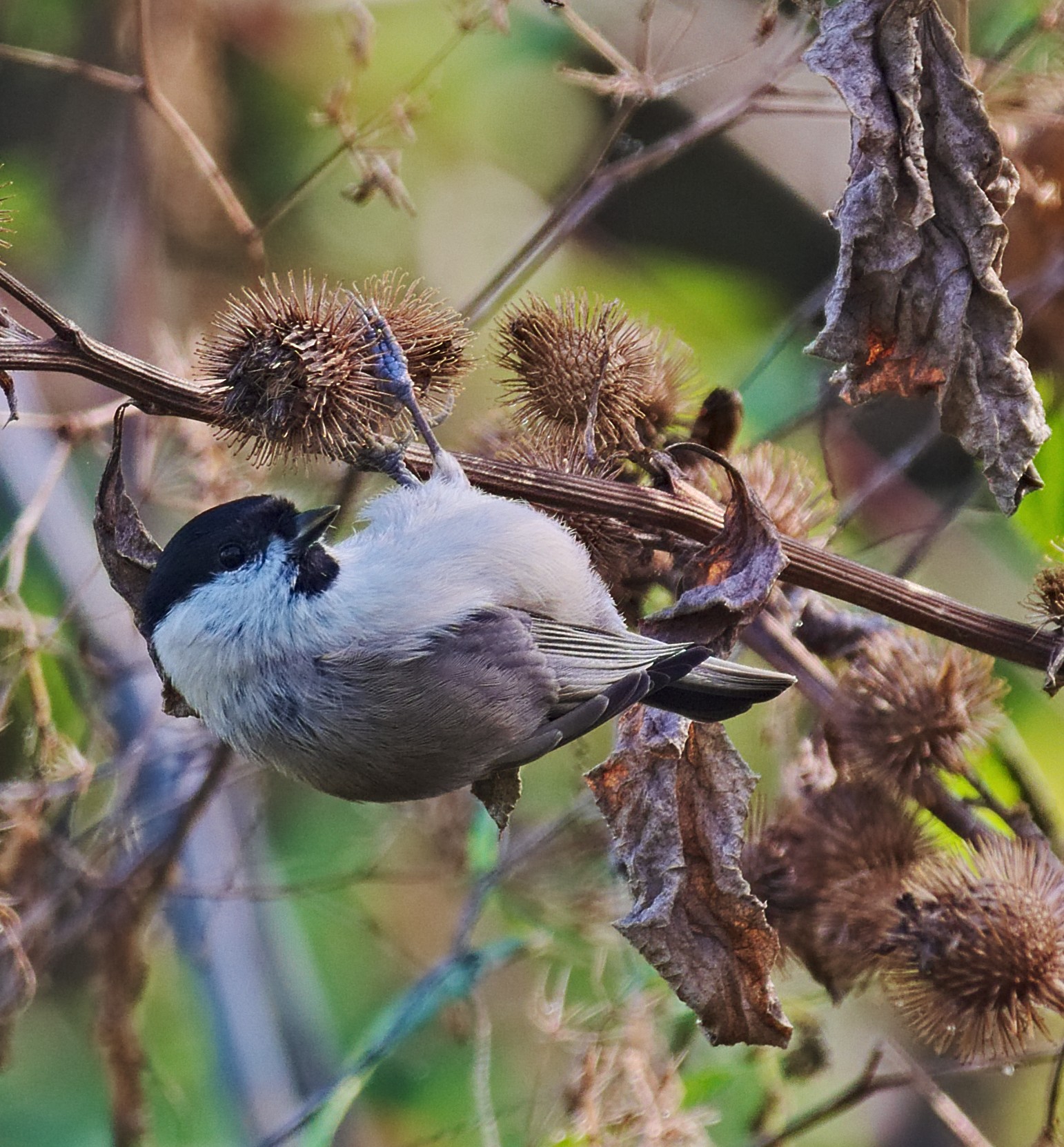
Mésange nonnette s'attaquant aux capitules d'une bardane à Mannheim, en Allemagne.

Les graines constituent l'une des principales sources de nourriture de la Mésange nonnette. En Europe, elle consomme pratiquement toutes celles qu'elle est capable de transporter et ouvrir, des minuscules graines de violette (espèces du genre Viola) ou de bouleau jusqu'à celles du Châtaigner commun (Castanea sativa).
Chez les arbres à feuilles caduques, elle mange les graines de Frêne élevé (Fraxinus excelsior), d'Érable champêtre (Acer campestre) et même les graines dures du Charme commun (Carpinus betulus). Elle apprécie particulièrement les faînes. Parmi les conifères, elle consomme les pignons des épicéas (Picea), des pins (Pinus), des sapins (Abies), des cèdres (Cedrus) et des mélèzes (Larix), sur le cône ou tombés au sol. En revanche, elle ne semble pas intéressée par les noisettes ou les glands.
Dans une étude menée sur autopsie en 1955, dans le sud-ouest de l'Angleterre, les graines de violette et d'Oseille des bois (Oxalis acetosella) figurent dans la majorité des gésiers à la fin de l'été et à l'automne. À Monks Wood, les nonnettes apprécient particulièrement les graines de centaurée (Centaurea), de chardon, de scabieuse (Scabiosa) et de bardane (Arctium). Partout en Europe, elles recherchent les graines d'Ortie épineuse (Galeopsis tetrahit) et de Cirse maraîcher (Cirsium oleraceum).
Elles se nourrissent volontiers de graines fournies par les humains, que ce soit dans les cultures ou à la mangeoire. Elles affectionnent les graines de tournesol, de niger (Guizotia abyssinica) et de chanvre, mais, faute de mieux, elles acceptent les céréales comme le blé, l'orge, l'avoine, le millet ou le maïs. Elles peuvent également consommer des graines de courge ou des cacahuètes, mais aussi des graisses animales, comme le suif ou le saindoux.
Les Mésanges nonnettes apprécient également les baies et les fruits. Elles semblent particulièrement attirées par les baies de chèvrefeuille (Lonicera), dont elles extraient les graines, en abandonnant la peau et parfois même la pulpe. Elles font de même pour les framboises, les baies de sureau (Sambucus), les mûrons (fruits de la Ronce commune), les fruits du Cornouiller sanguin (Cornus sanguinea), les baies de Troène commun (Ligustrum vulgare) et de l'aubépine (Crataegus), au point où elles peuvent avoir les pattes tachées de jus coloré à la fin de l'été et à l'automne. L'hiver, elles consomment les baies de Fusain d'Europe (Euonymus europaeus) et les fruits du Pommier sauvage (Malus sylvestris). Là encore, elles dédaignent la pulpe des pommes sauvages et ne s'intéressent qu'aux pépins. Une étude menée dans le sud de l'Angleterre évalue à 56 %, sur 48 observations, la consommation de pulpe sur huit baies ou fruits (pommier sauvage, alisier, sureau, chèvrefeuille, fusain, cornouiller, troène et Bryone dioïque).
Les petits invertébrés forment la deuxième grande source de nourriture de la Mésange nonnette, particulièrement au printemps et en été. Là encore, son régime est très varié : elle consomme pratiquement tous ceux qu'elle peut attraper, ce qui inclut les mouches (Diptera), les cigales, pucerons, cochenilles et punaises (Hemiptera), les mouches de pierre (Plecoptera), les trichoptères (Trichoptera), les abeilles et guêpes (Hymenoptera), les scarabées (Coleoptera), les collemboles (Collembola), les aphides (Aphidoidea), les névroptères (Neuroptera), les papillons (Lepidoptera), les fourmis (Formicidae), les acariens (Acari), les araignées (Araneae) et les petits escargots et limaces (Gastropoda).

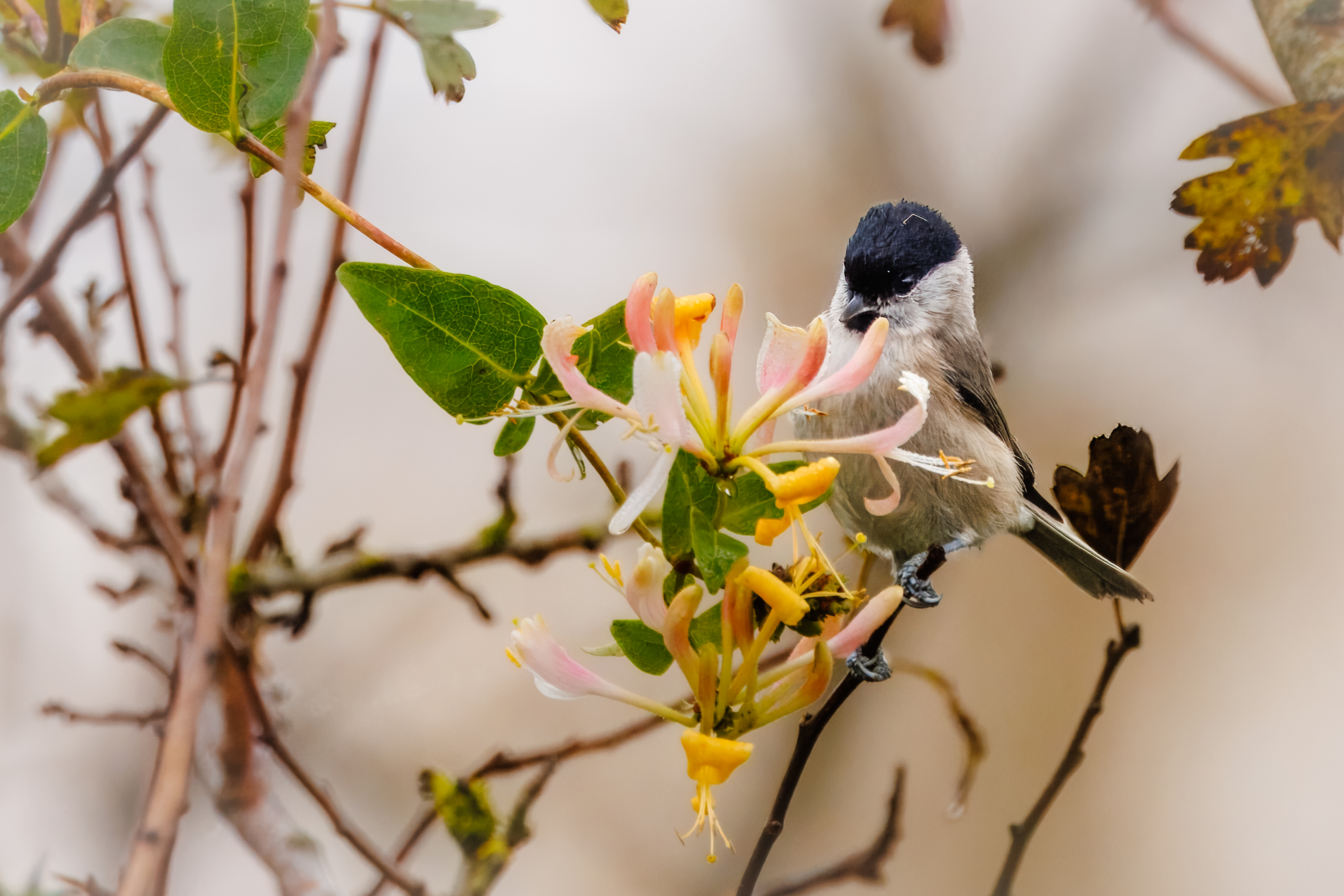
Mésange nonnette visitant une fleur.

La Mésange nonnette exploite également les fleurs, le nectar et la sève. Au début du printemps, elle fréquente assidûment les bourgeons, les chatons d'arbre et les fleurs. La nature de ce qu'elle recherche n'est pas facile à déterminer, mais il semble qu'elle soit en quête de petits invertébrés, typiquement des larves de papillons de nuit ou de charançons. En revanche, elle a été observée en train de boire du nectar de fleurs, notamment de sureau. Il semble que ce soit la raison pour laquelle elle visite méthodiquement les chatons de saule (Salix). Pendant ces explorations, il est fréquent qu'elle se retrouve la face couverte de pollen. Il est possible qu'à l'instar de la Mésange bleue (Cyanistes caeruleus), elle soit un pollinisateur significatif de cette essence d'arbres, mais ce point reste à approfondir. En hiver, la nonnette peut consommer des capsules de mousse, typiquement Dicranoweisia cirrata.
Contrairement à d’autres espèces de mésanges, comme les boréales, charbonnières, huppées ou lapones, la nonnette ne semble pas exhiber de comportement charognard, même durant les périodes de disette. L'inspection systématique des carcasses dans la forêt de Białowieża n'a pas permis d'identifier la moindre nonnette parmi les animaux venant se nourrir.
Les Mésanges nonnettes s'hydratent au travers de leur alimentation en invertébrés. Elles prélèvent également les gouttes de rosée ou de pluie, mangent de la neige et boivent de la sève. Si elles disposent d'un point d'eau, elles le visitent quotidiennement pour y boire et s'y baigner.

#### Techniques de nourrissage

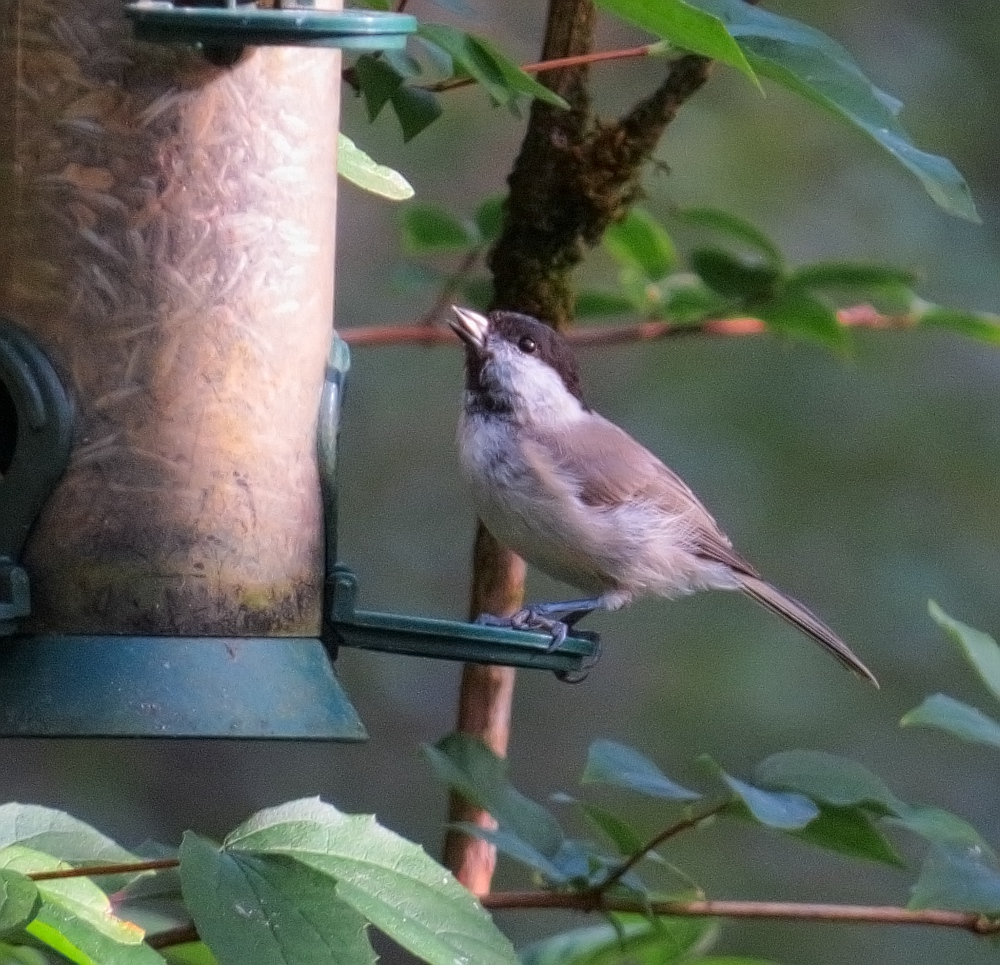
Mésange nonnette gobant une graine de tournesol à la mangeoire.

La Mésange nonnette cherche sa nourriture, qu'elle soit végétale ou animale, essentiellement dans les arbres, dans le feuillage ou sur l'écorce, ainsi que dans les arbustes. Elle peut aussi fouiller la strate herbacée à la recherche de graines, mais le plus souvent, elle scrute ses environs depuis un perchoir dans un arbre ou arbuste, vole jusqu'aux plantes qui l'intéressent, prélève une baie ou une graine dans son bec et retourne à un perchoir à l'abri pour la consommer.
Les nonnettes utilisent volontiers les mangeoires lorsqu'elles sont dans leur domaine vital ou à proximité, même si elles peuvent mettre plusieurs mois avant d'approcher de nouvelles installations. Inversement, dans une étude à Monks Wood, des individus marqués se sont souvenus près d'un an plus tard du fonctionnement d'une cage-piège contenant de la nourriture. Toujours à Monks Wood, une nonnette suivie par émetteur radio parcourait plus de 1,5 km par jour pour visiter un agrainoir à Faisan de Colchide (Phasianus colchicus). Elle prenait dans son bec une graine à la fois et allait la consommer à couvert.
Comme toutes les espèces du genre Poecile, la nonnette cache sa nourriture. L'une des premières descriptions de cette pratique chez les oiseaux, le traité Angenehme Land-Lust (Agréables plaisirs champêtres) de l'ornithologue autrichien Johann Ferdinand Adam von Pernau, publié en 1720, la mentionne spécifiquement :

« Celui qui cherche une preuve que les animaux sont dotés d’une forme de raison peut laisser une mésange nonnette [Hanfmeise] voler librement dans une pièce dans laquelle un arbre a été installé pour qu’elle y vive. Une fois qu’elle s’est habituée à cette pièce, il convient de la priver de nourriture pendant une demi-journée, puis de disperser des graines de chanvre entières sur la table ou sur le sol.
La mésange nonnette viendra immédiatement emporter trois ou quatre graines à la fois dans son bec. Toutefois, comme elle n’est pas capable de gérer et de broyer plus d’une graine à la fois, elle va placer toutes les autres sur une grosse branche près du tronc, puis entreprendre de manger la première graine, généralement à un autre endroit de la pièce. Lorsqu’elle a terminé, elle va chercher les autres graines cachées une par une, puis d’autres graines sur la table. »

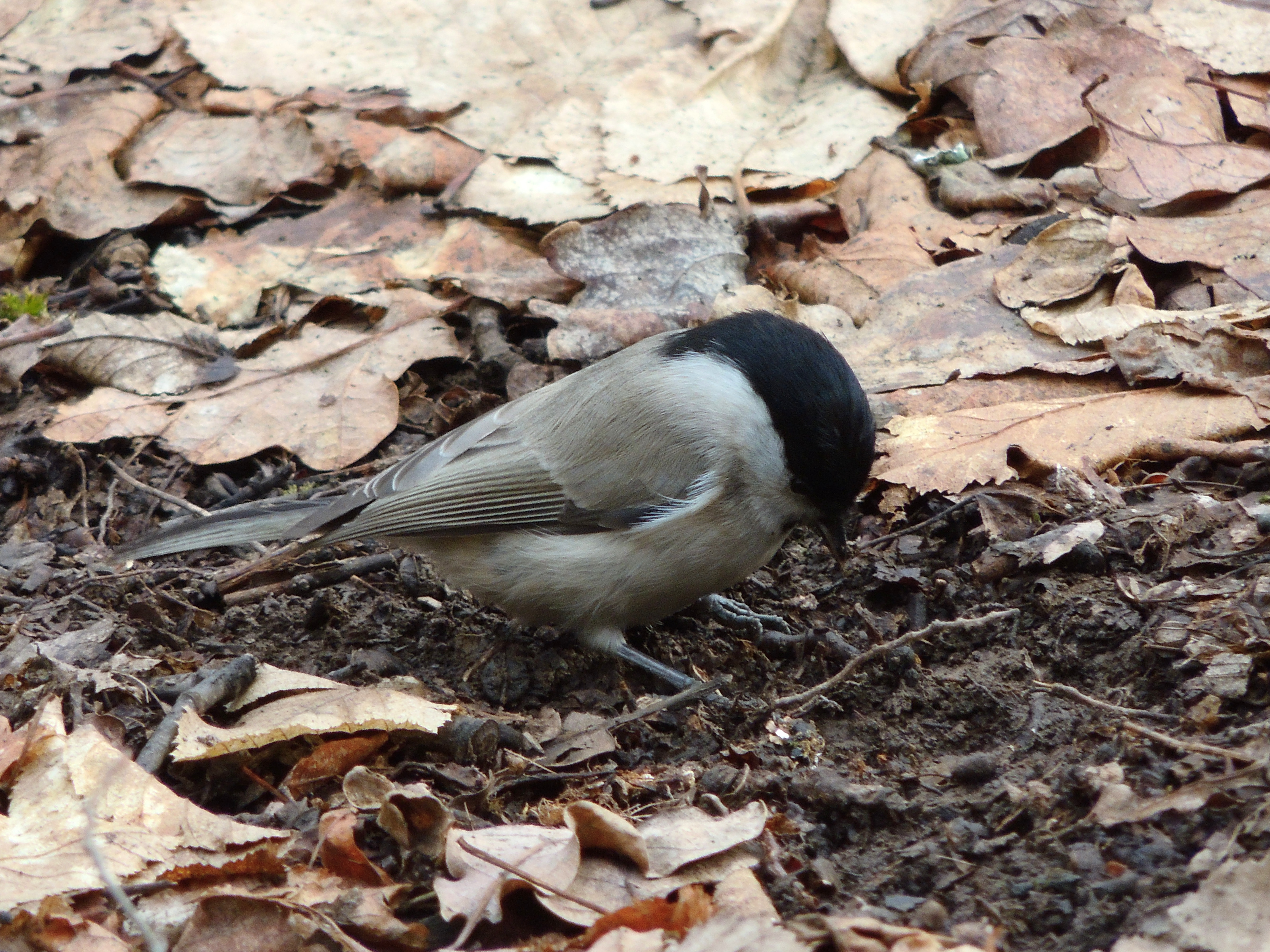
La Mésange nonnette peut cacher sa nourriture en l'enfonçant dans le sol.

En présence d'une source abondante de nourriture, comme un arbre ou un arbuste couvert de fruits, ou encore une mangeoire, la nonnette cherche à en collecter le plus possible, en les stockant dans son bec et dans sa poche jugulaire, pour aller les cacher dans un recoin de son domaine vital. Une nonnette a été observée en train de cacher les ressources d'une mangeoire au rythme d'une graine par minute. Une autre a été observée cachant 89 000 graines d'épicéa commun (Picea abies) en un automne.
La Mésange nonnette disperse les graines quand elle les cache, c'est-à-dire que chacune est cachée à un endroit différent, de sorte que son domaine vital est constellé de caches. La plupart du temps, elles sont situées dans un rayon de 50 mètres autour de la source de nourriture. Les caches se trouvent typiquement dans des craquelures de l'écorce des arbres, sous l'écorce qui se défait du bois mort, dans de la mousse ou du lichen ou à l'intérieur de tiges cassées de plantes creuses, comme le cerfeuil sauvage (Anthriscus sylvestris) ou la grande ortie (Urtica dioica). Dans une étude menée à Wytham Woods, dans l'Oxfordshire, les graines de tournesol offertes à la mangeoires étaient cachées dans le sol, parmi les feuilles mortes ou dans la mousse. Dans une autre étude à Monks Wood, les nonnettes préféraient les cacher entre 5 et 10 mètres du sol, typiquement sur des vieux chênes.
Les Mésanges nonnettes retrouvent leurs caches de mémoire. Par rapport à d'autres mésanges qui ne cachent pas, comme la Mésange bleue et la Mésange charbonnière, leurs hippocampes sont plus développés, sachant que ces zones du cerveau aviaire sont dédiées à la mémoire spatiale. Le comportement de cache est donc inné et s'exprime dès que les juvéniles sont indépendants, quelques semaines après l'envol.

### Organisation sociale

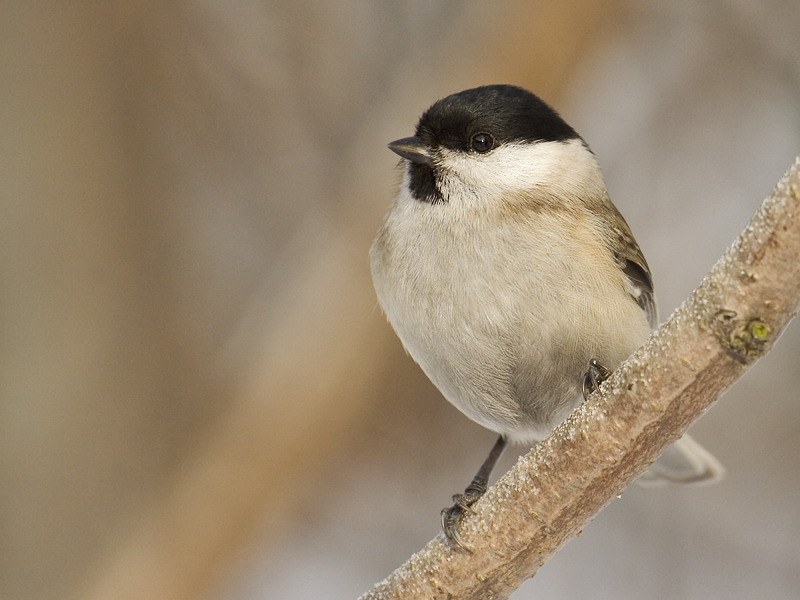
Les deux membres du couple participent à la défense du territoire.

Le territoire est l'espace défendu par un animal, entre autres contre ses congénères, tandis que le domaine vital est celui dans lequel il recherche sa nourriture, se reproduit et élève ses petits. En règle générale, la Mésange nonnette est sédentaire : elle ne migre pas et passe quasiment toute sa vie dans les limites de son domaine vital. Elle est socialement monogame, c'est-à-dire que le couple mâle-femelle constitue la base de son organisation sociale.
L'acquisition d'un territoire est un préalable à la formation du couple,. Plusieurs options sont disponibles pour une jeune nonnette en pleine dispersion. La meilleure consiste à se mettre en couple avec un individu déjà établi, célibataire ou veuf : le territoire est déjà acquis et bien connu. La deuxième meilleure solution consiste à choisir un autre jeune qui vient d'arriver et à s'installer, soit dans un domaine vital inoccupé, soit comme subordonnés dans un domaine vital où se trouvent déjà des territoires. Le risque dans ce dernier cas est de se faire expulser à la fin de l'hiver par les dominants, s'ils ont survécu tous les deux. En revanche, si l'un des dominants meurt, le jeune du sexe opposé peut divorcer et se mettre en couple avec le dominant survivant. Même si les nonnettes possèdent un lien de couple fort, il est avant tout un moyen pour chaque individu d'améliorer ses propres chances de survie et de reproduction.
La formation des couples est difficile à observer dans la nature, mais elle est très rapide : un oiseau célibataire un jour peut se trouver en couple le lendemain. De jeunes nonnettes présentées les unes aux autres en volière commencent par manifester de l'excitation et de l'agression, avec beaucoup de cris, de postures stéréotypées et de courses-poursuites. Une fois le couple constitué, le comportement de couple est flagrant : les deux oiseaux se tiennent souvent à proximité l'un de l'autre. Ils échangent des cris de contact et font front commun pour défendre leur territoire. Le soir, le mâle accompagne sa femelle jusqu'à son dortoir, généralement une cavité, et l'y retrouve dès l'aube.
Les Mésanges nonnettes restent généralement en couple jusqu'à la mort d'un des partenaires. En Suède, un territoire observé pendant onze ans est resté occupé par le même couple pendant six ans. En Norvège, un couple est resté inchangé pendant huit ans sur les 35 ans de suivi d'un territoire. Sur 21 ans d'études à Monks Wood, 68 % des couples ont duré un an (le plus souvent à cause de la mort d'un des partenaires), 17 % deux ans et 13 % trois ans. Un individu qui survit plusieurs années a souvent plusieurs partenaires successifs : à Monks Wood, un mâle mort à l'âge de neuf ans avait connu neuf partenaires qui n'ont chacune vécu qu'un an.
Il arrive, mais rarement, qu'une nonnette soit polygame. S'il n'existe aucune observation de femelle polyandre (en couple avec plusieurs mâles), des cas de polygynie concernant un mâle en couple avec plusieurs femelles ont été enregistrés. Ces cas apparaissent généralement quand un mâle forme un deuxième lien de couple avec une femelle seule sur un territoire voisin. Les deux femelles tendent à s'éviter, mais le mâle peut parcourir librement les deux territoires.
La territorialité est variable selon l'année : les nonnettes défendent vigoureusement leur territoire au printemps et les jeunes qui s'installent font de même pendant l'été, puis les frontières se relâchent pendant l'automne et l'hiver. Les deux membres du couple concourent à la défense du territoire, sauf pendant la période de nidification, où la femelle est accaparée par d'autres tâches. Après l'éclosion des poussins, les deux parents s'occupent prioritairement de les nourrir et limitent leurs déplacements aux environs du nid et aux lieux de gagnage. La reproduction étant généralement synchronisée sur une population, aucun des couples n'est réellement intéressé par la défense du territoire à cette période.
Les territoires de Mésanges nonnettes s'identifient facilement au printemps par le chant des mâles depuis leurs perchoirs et par les disputes aux frontières. Ces frontières semblent suivre les caractéristiques du terrain : ruisseaux, clairières, sentiers. Leur taille est variable selon la qualité de l'habitat, mais la superficie moyenne est de 5 à 6 hectares en milieu boisé. Dans le parc national de Białowieża, la densité moyenne est de 15 territoires par kilomètre carré. Les autres études détaillées menées en Allemagne, en Angleterre et en Suisse aboutissent à 15 à 19 territoires par kilomètre carré. En d'autres termes, la densité en territoires est proche de la densité en couples reproducteurs. Les vastes territoires et les faibles densités reproductrices sont des caractéristiques du genre Poecile.

### Reproduction
La saison de reproduction de la Mésange nonnette s'étend entre avril et juin. Elle commence plus tôt dans les régions plus chaudes et lors des printemps plus chauds, en lien avec un développement plus précoce de la végétation et des invertébrés proies, en particulier les chenilles. Dans la forêt de Białowieża, certaines nonnettes peuvent décaler leur date de ponte jusqu'à trois semaines pour s'adapter à la phénologie forestière.
Sur le long terme, la saison de reproduction tend à avancer dans l'année en raison du changement climatique. Le décalage est de neuf jours sur les quarante dernières années en Suède et de onze jours sur les cinquante dernières années en Grande-Bretagne. À l'échelle individuelle, les femelles plus âgées pondent en moyenne deux jours plus tôt que les nonnettes de première année, peut-être parce qu'elles ont plus d'expérience, de meilleurs territoires ou une meilleure condition physique. Dans l'ensemble, les nonnettes se reproduisent dès que les conditions le permettent.

#### Sélection du site

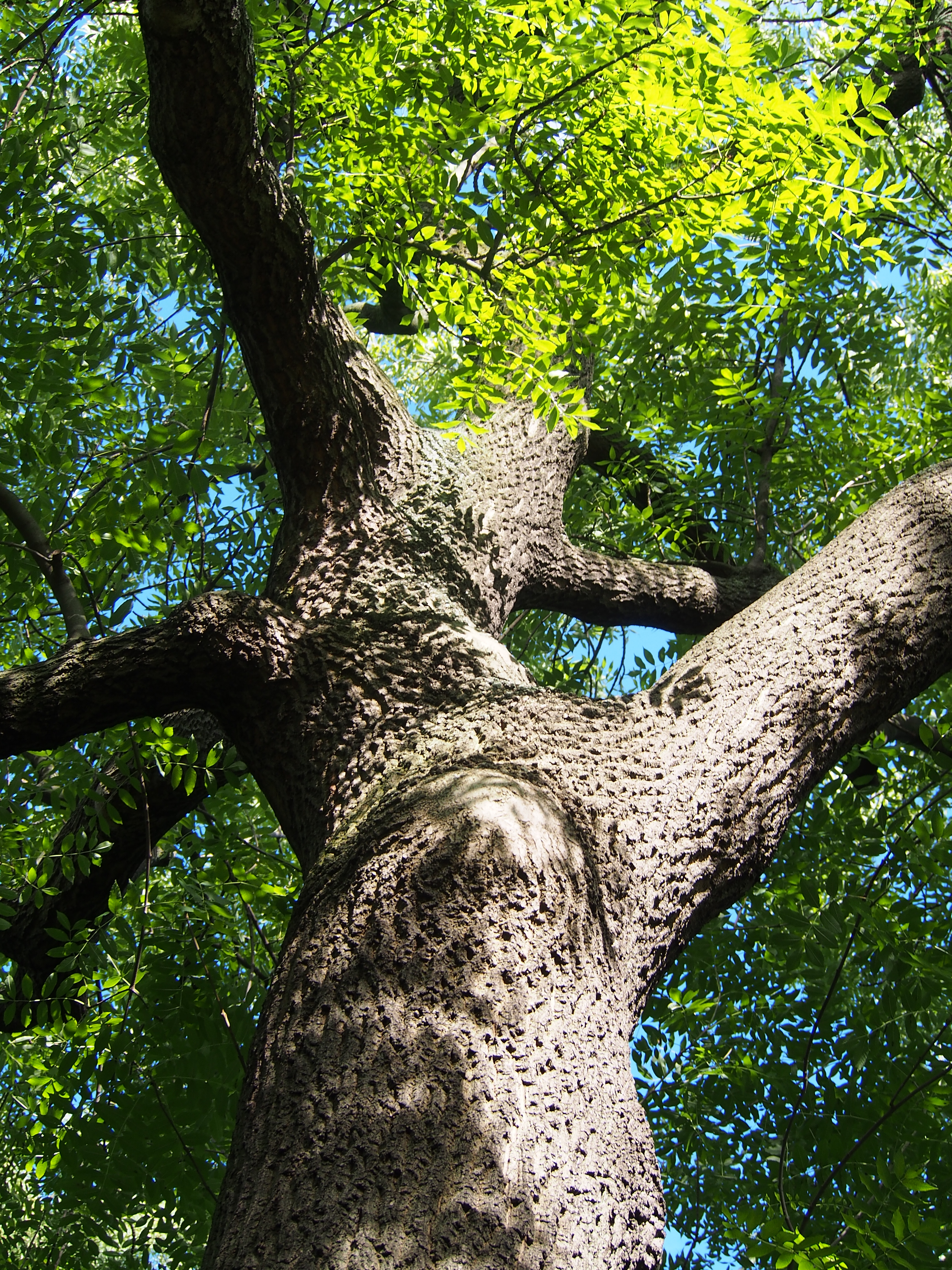
La nonnette niche volontiers dans la cavité d'un frêne élevé.

La Mésange nonnette est cavicole : elle aménage son nid dans une petite cavité sur un arbre ou un arbuste. Elle ne creuse pas son nid elle-même mais peut approfondir une cavité usurpée à une autre espèce. Au sein de son territoire, elle dispose généralement d'un large choix de sites. Dans la forêt primaire de Białowieża, les cavités adéquates sont présentes en très grand nombre. En 2000, une parcelle de chênaie-charmaie de 48 hectares y accueillait une densité élevée de nonnettes (2,1 couples pour 10 hectares), mais seules 22 % des cavités connues étaient utilisées, sans compter toutes les cavités appropriées, mais inconnues des chercheurs, car jamais occupées. Dans une forêt de bouleaux du sud de l'Allemagne, le couple le mieux loti disposait de 57 cavités sur son territoire. Dans une autre boulaie sur l'isthme de Courlande, les couples résidents n'utilisaient que 10 % des cavités disponibles. Inversement, les forêts gérées intensivement, où les forestiers enlèvent le bois mort et les arbres porteurs de cavités, peuvent contenir très peu de sites potentiels pour la nonnette.
Les nonnettes commencent à prospecter dès l'hiver et renforcent leurs recherches en mars et début avril,. La femelle sélectionne l'emplacement définitif mais ses critères de choix ne sont pas bien connus. À Monks Wood, les femelles dans leur première année positionnaient leur nid de manière aléatoire au sein de leur territoire, tandis que les femelles plus expérimentées tendaient à l'installer au centre de leur territoire, à l'écart de leurs congénères.
Une fois la cavité choisie, la femelle nettoie l'entrée en ôtant la moisissure et les débris. Elle peut également picorer l'écorce autour pour empêcher la cavité de se refermer au cours du printemps. Ce risque est réel : une nonnette morte a été observée dans la forêt de Białowieża, piégée par une cavité devenue trop étroite. À Monks Wood, un trou d'entrée s'est tellement refermé que le mâle ne pouvait plus y entrer pour nourrir ses petits et que la femelle n'y parvenait qu'à grand-peine.
La nonnette peut réutiliser une cavité qu'elle a déjà utilisée les années précédentes, voire qui a été utilisée par une autre femelle. Certaines cavités sont ainsi des sites classiques, utilisées par des générations de nonnettes sur des décennies. À Białowieża, 35,5 % des cavités réutilisables le sont effectivement. La réutilisation est plus fréquente quand la femelle a survécu et quand la reproduction précédente a réussi. À Monks Wood, le taux de réutilisation est de 13 %. Ces taux assez faibles par rapport à d'autres espèces tendent à confirmer que la nonnette n'est généralement pas limitée par le nombre de cavités appropriées sur son territoire.
Les Mésanges nonnettes peuvent installer leur nid dans une large variété d'arbres et d'arbustes, en fonction de leur disponibilité et de leur propension à former des cavités adaptées. À Monks Wood, les deux tiers des nids se trouvent dans des frênes communs (Fraxinus excelsior), qui sont plus utilisés que ce que leur disponibilité le laisserait penser. À Bagley et Wytham Woods, les nonnettes préfèrent le Sureau noir (Sambucus nigra) mature, bien qu'il soit assez rare par endroits. Les autres essences appréciées sont le frêne, l'érable sycomore (Acer pseudoplatanus) et le noisetier (Corylus). À Białowieża, les nonnettes favorisent le charme (Carpinus) et le tilleul à petites feuilles
(Tilia cordata). Ailleurs en Europe, elles apprécient le bouleau verruqueux (Betula pendula) et l'aulne glutineux (Alnus glutinosa). En revanche, le chêne pédonculé (Quercus robur) et le chêne rouvre (Quercus petraea) sont rarement utilisés, parce qu'ils forment peu de cavités adaptées.

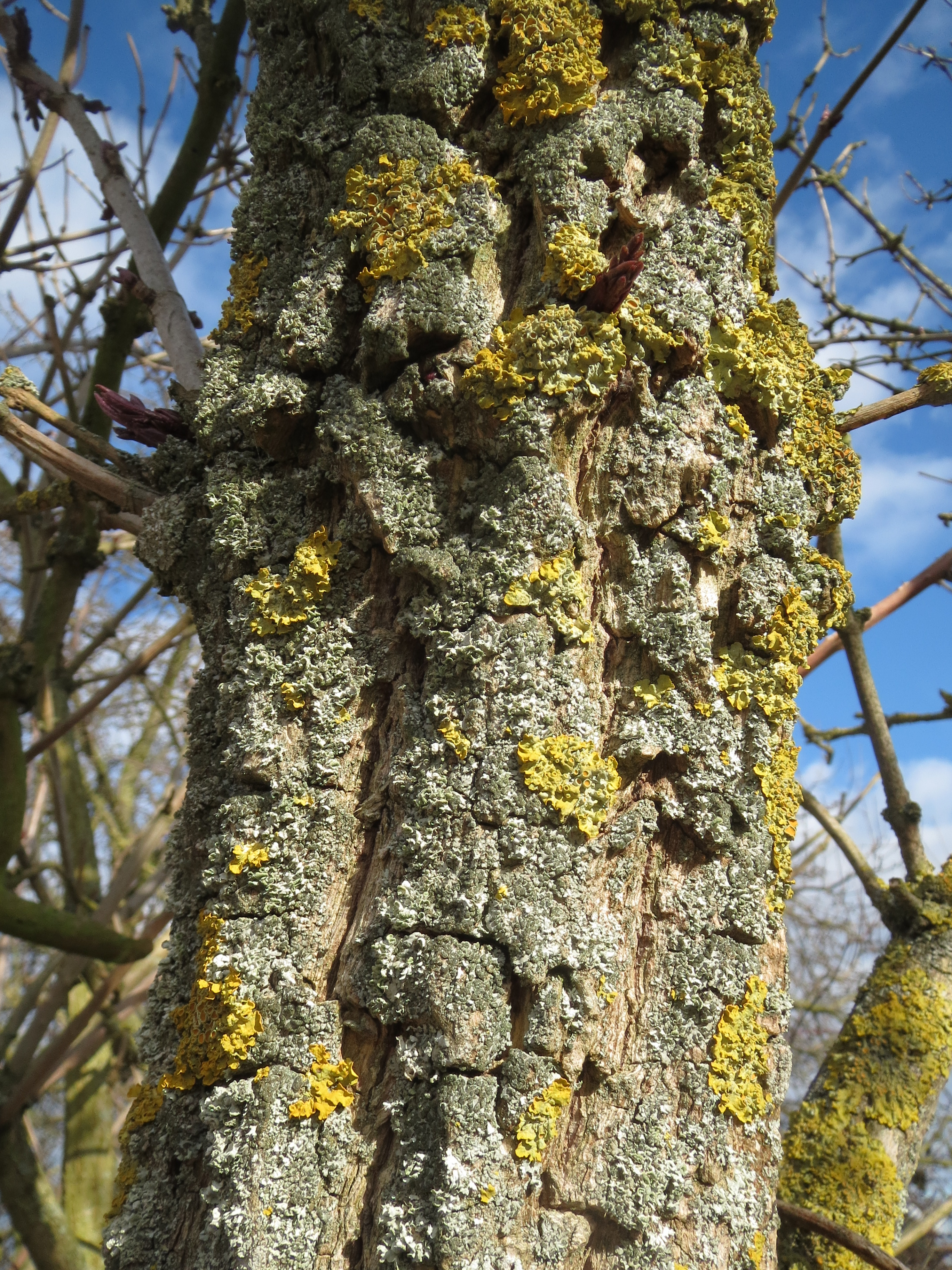
Le tronc âgé d'un sureau noir, propice à l'installation d'un couple de nonnettes.

Les nonnettes préfèrent très largement les arbres vivants par rapport au bois mort. Elles évitent de reprendre d'anciennes loges de pics, notamment celles de Pic épeiche (Dendrocopos major), trop exposées aux prédateurs. Il leur arrive toutefois de récupérer des loges de Pic épeichette (Dryobates minor), bien que celles-ci soient aménagées dans du bois mort. En Angleterre, des nonnettes ont été observées en train d'expulser un couple de Pics épeichettes aussitôt la loge terminée : la femelle a apporté des matériaux pour le nid après le départ des pics et défendu la cavité de l'intérieur contre les tentatives du pic mâle pour entrer. Les nonnettes peuvent également expulser des Mésanges boréales en train de creuser leur cavité.
La Mésange nonnette installe son nid entre un et six mètres de hauteur, plus bas en moyenne que la Mésange bleue et la Mésange charbonnière. Il arrive même que le nid soit souterrain, avec une entrée située à la base de l'arbre. Les cavités sont typiquement des trous de nœud, c'est-à-dire des endroits où une branche latérale a cassé et où la dégradation fongique a formé une cavité. À Monks Wood, les trous de nœud représentent trois-quarts des nids naturels de nonnettes. Elles utilisent aussi les creux d'arbre, c'est-à-dire des fentes verticales qui se forment dans le tronc, notamment sous l'action des grands herbivores, comme le Cerf élaphe (Cervus elaphus) ou le Bison d'Europe (Bison bonasus). À Białowieża, ces creux sont la cavité la plus fréquemment utilisée.
Les cavités naturelles utilisées par les nonnettes sont assez étroites et dotées de petites entrées. À Białowieża et à Monks Wood, l'entrée mesure en moyenne 32 à 33 mm en largeur et 49 à 81 mm en hauteur,. La surface interne est de 79 cm2 en moyenne à Białowieża et de 45 cm2 dans le sud de l'Allemagne. Seul 1 % de la lumière atteignant le fond d'une cavité de cette taille, les nonnettes travaillent donc dans l'obscurité quand elles sont au nid.
Les nichoirs facilitent grandement l'étude de la biologie des oiseaux cavernicoles, mais les nonnettes rechignent à les utiliser. Même quand les nichoirs sont prévus pour répondre à leurs besoins spécifiques, le taux d'adoption est si faible qu'il est à peu près inutile de les installer. Sur un ensemble de 500 nichoirs installés en Scandinavie, seuls 8 % ont été acceptés par les nonnettes. À Wytham Woods, le taux d'adoption est de 1 % sur un millier de nichoirs. Fournir des nichoirs peut même s'avérer contre-productif, car les Mésanges bleues s'en emparent volontiers. Soutenues artificiellement, elles entrent ensuite en compétition avec les nonnettes pour les zones de gagnage et les cavités naturelles.

#### Construction du nid

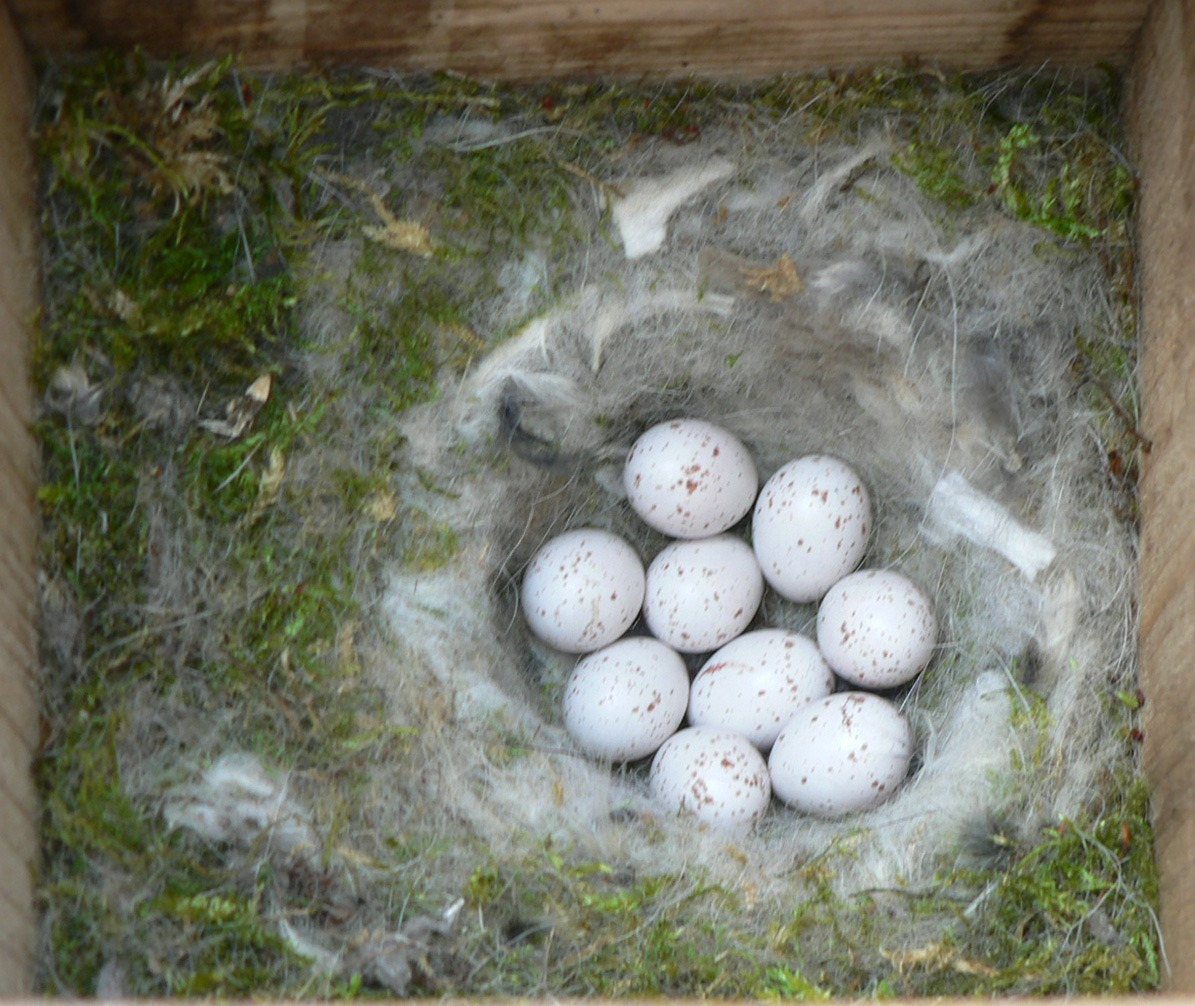
Nid de nonnette dans un nichoir en Hongrie.

Le nid est bâti par la femelle seule. Le chantier dure 4-5 jours minimum et 8-14 jours en moyenne,.
Un nid de nonnette est typiquement formé de mousse fraîche où une coupe a été aménagée, assez grande pour contenir les œufs, et garnie de poils d'animaux et de laine. Les nonnettes sélectionnent leur mousse avec soin. À Białowieża, elles utilisent essentiellement cinq à six espèces, notamment l'Hypne cyprès (Hypnum cupressiforme) et Neckera complanata, qu'elles recueillent sur les troncs d'arbres. Cette mousse assure le support structurel de la coupe interne et présente l'avantage d'absorber l'humidité. Il est possible qu'elle joue également un rôle antimicrobien, mais cette hypothèse n'a pas encore été testée.
Compressé pour former une sorte de tapis, le poil d'animal est généralement issu de cervidés et de léporidés. À Białowieża, les nonnettes utilisent aussi du poil de bison. Elles collectent également du poil d'animaux domestiques (moutons, chiens) pour leur nid. Il arrive qu'elles recueillent de la fibre textile artificielle, par exemple du feutre jaune de balles de tennis apportées dans les bois par des gens qui promènent leur chien. À Monks Wood, une femelle a parcouru 320 m pour collecter le matériau isolant d'un toit de maison en construction. En revanche, les nids de nonnettes ne contiennent que rarement des plumes, ce qui permet de les distinguer facilement des nids de Mésange bleue.

#### Copulation
Pendant la construction du nid, le mâle garde sa femelle, qui est devenue fertile, afin d'empêcher toute copulation hors couple. Parallèlement, le mâle se met à apporter de la nourriture supplémentaire. La femelle réclame en agitant les ailes à l'approche du mâle et en lançant une série de petits cris.
La copulation se produit fréquemment alors que la femelle est en train de quémander. Elle la sollicite en se penchant en avant, en vibrant des ailes et en lançant un cri très aigu. Le mâle atterrit derrière la femelle, puis grimpe sur elle. Les deux membres du couple tortillent de la queue de sorte à mettre leur cloaque en contact et assurer le transfert de sperme : on parle de baiser cloacal. L'opération dure quelques secondes et se produit plusieurs fois par jour, avant et pendant la période de ponte.
Même si la nonnette est socialement monogame et possède un lien de couple fort, des copulations hors couple peuvent avoir lieu. Une étude génétique menée sur la population de la réserve naturelle de Xianrendong, dans la province chinoise de Liaoning, montre que 45 % des couvées comptaient plusieurs pères. Pour près de la moitié des juvéniles concernés, le père biologique était un voisin, mais le père biologique le plus lointain avait son territoire à près de 3 km.

#### Ponte

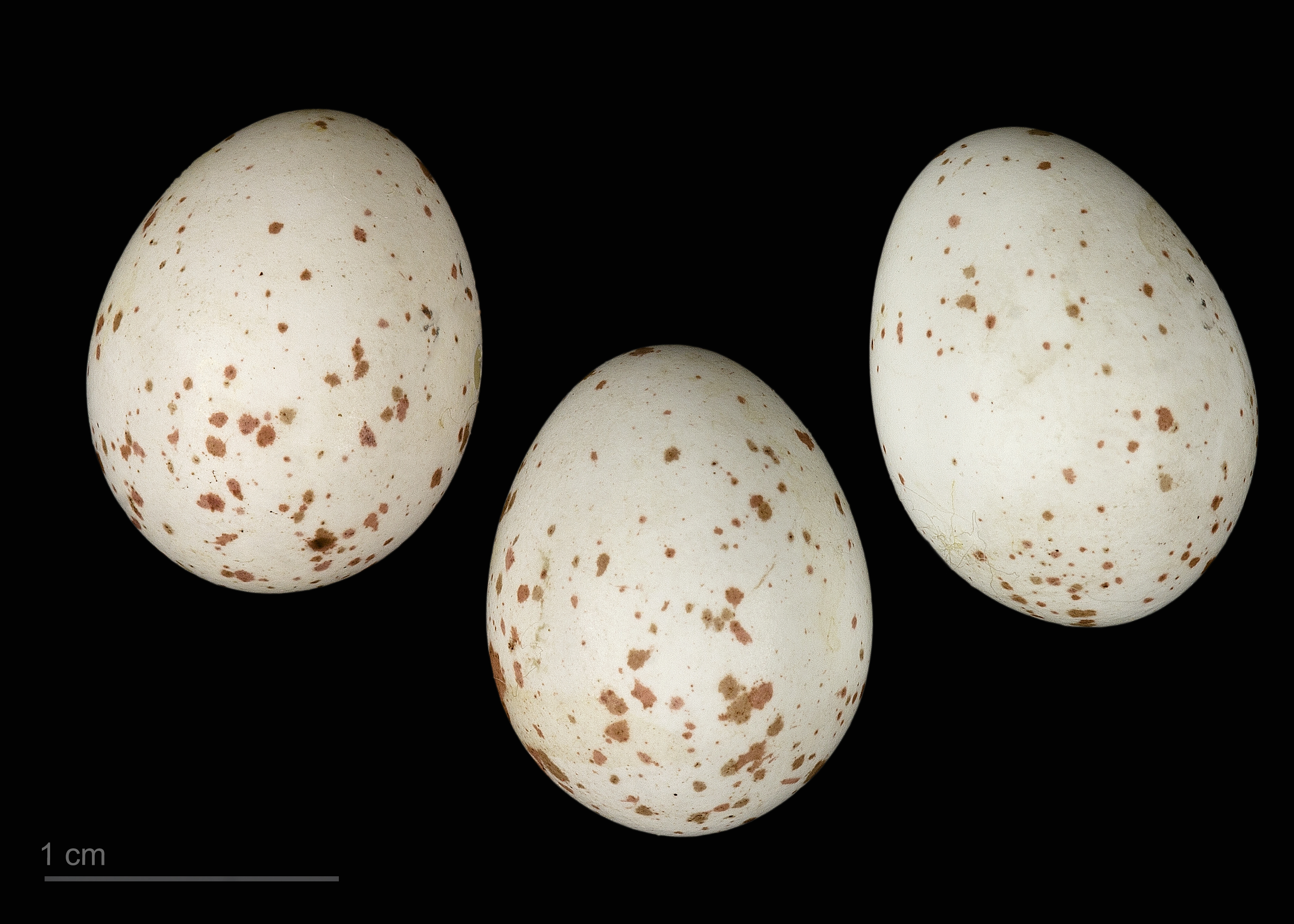
Œufs de Poecile palustris, Muséum de Toulouse.

La femelle se met souvent à pondre alors que le nid n'est pas terminé et qu'elle continue à apporter des matériaux. Elle pond au rythme d'un œuf par jour. Selon une étude menée à Klæbu, en Norvège, au moyen de nichoirs spéciaux équipés d'une paroi en verre, les femelles pondent à l'aube. La ponte dure une minute ou moins, pendant laquelle la femelle se tient immobile, en respirant profondément. Elle baisse ensuite le croupion, avant de le relever pour expulser l'œuf. Ceci fait, elle se repose pendant une période allant de 30 secondes jusqu'à 9 minutes, avant de se toiletter ou de réarranger le nid, puis de s'envoler.
Les œufs de Mésange nonnette sont blancs tachetés de brun. Ces taches sont assez variables dans leur motif et les œufs sont plus ou moins marqués. En moyenne, un œuf britannique mesure 16 à 17 mm sur son grand axe pour 12 mm de diamètre. Il pèse 1,1 à 1,3 g, soit près de 10 % du poids de la femelle. En Europe, la plupart des pontes en cavité naturelle comptent sept à neuf œufs. Des pontes plus nombreuses sont possibles dans de grandes cavités. En nichoir, les pontes peuvent aller jusqu'à onze ou douze œufs, peut-être un effet de la taille de la cavité. Inversement, la ponte est plus réduite quand la femelle est inexpérimentée, quand la ponte est tardive ou quand il s'agit d'une ponte de remplacement ou d'une seconde ponte.
Après avoir pondu, la femelle recouvre généralement ses œufs avec du matériau de garnissage du nid, afin de les dissimuler aux yeux des prédateurs. Elle part ensuite chercher sa nourriture à l'extérieur et ne revient au nid qu'au crépuscule. Elle se positionne alors sur les œufs et commence à couver, avant même que la ponte ne soit terminée.
La date de début de ponte varie suivant la région et la période. Depuis quelques décennies, les nonnettes des Balkans commencent à pondre à la fin mars, contre la mi-avril pour les nonnettes d'Angleterre et de Pologne et trois à cinq jours plus tard en Suède. Dans les forêts urbaines de Corée du Sud, elles démarrent entre le début et la mi-avril, contre début mai à Hokkaidō. La ponte tend à être synchronisée au sein d'une même population : à Białowieża comme à Monks Wood, 90 % des pontes ont lieu sur une période de dix jours.

#### Incubation
L'incubation est assurée par la femelle seule, qui développe une plaque incubatrice. Elle commence généralement après la ponte de l'avant-dernier ou du dernier œuf. Concrètement, la femelle s'assied sur ses œufs, place sa plaque incubatrice à leur contact et étale les plumes de ses flancs pour isoler l'ensemble de la ponte de l'extérieur. La température de la plaque incubatrice a été mesurée à 40-42 °C, pour une température des œufs entre 35 et 41 °C lors d'une incubation soutenue.
Selon une étude menée en Suède, la femelle passe 60 à 90 % de sa journée à couver. L'incubation se compose de sessions de 20 à 25 minutes, interrompues par des pauses allant de 5 à 30 minutes pendant lesquelles la femelle se nourrit, fait ses besoins et parfois se baigne. Pendant l'incubation, la femelle est ravitaillée par le mâle, quatorze fois par jour en moyenne.
L'incubation dure généralement 13 à 15 jours, plus rarement 12 ou 19 jours.

#### Jeunes au nid
Les juvéniles éclosent tous en l'espace d'un ou deux jours, moins souvent trois. Hors prédation, le taux d'éclosion est très élevé, au moins de 92 %. Les coquilles d'œufs sont mangées par la femelle ou emportées hors du nid. Les jeunes sont des nidicoles typiques : ils naissent nus, aveugles et sourds et sont incapables d'assurer leur régulation thermique. Ils sont donc couverts par la femelle.
Les juvéniles commencent à quémander une heure après leur éclosion, en relevant la tête et en ouvrant grand le bec. La femelle les nourrit en leur insérant dans le gosier de petites chenilles qu'elle a chassées elle-même ou qui lui ont été transmises par le mâle. À leur naissance, les jeunes pèsent environ 1 g. Leur taux de croissance journalier est de 40 à 50 % sur leurs premiers jours de vie. À l'âge de 12 à 14 jours, ils atteignent 10 à 12 g, poids comparable à celui d'un adulte.
La croissance rapide des juvéniles s'accompagne du développement de leurs plumes. À l'âge de deux jours, les tubes germinatifs commencent à apparaître sous la peau. Le bec passe de jaune pâle à jaune vif. Six jours après l'éclosion, les juvéniles commencent à ouvrir les yeux. À ce stade, les fourreaux des plumes sont bien développés et remplacent le duvet natal. Les cris des jeunes, d'abord des pépiements simples, commencent à devenir plus complexes. À l'âge de dix jours, les fourreaux s'ouvrent pour révéler les plumes. La calotte noire, le dessus marron et le dessous pâle commencent à apparaître. Les jeunes peuvent désormais assurer leur régulation thermique et la femelle passe moins de temps à les couvrir. À l'âge de quinze à seize jours, les jeunes sont emplumés et les yeux ouverts. Encore incapables de voler, ils peuvent néanmoins se précipiter hors du nid s'ils sont attaqués ou effrayés. Ils pépient bruyamment et peuvent être entendus dans un rayon de 5 à 10 m quand un parent arrive pour les nourrir.

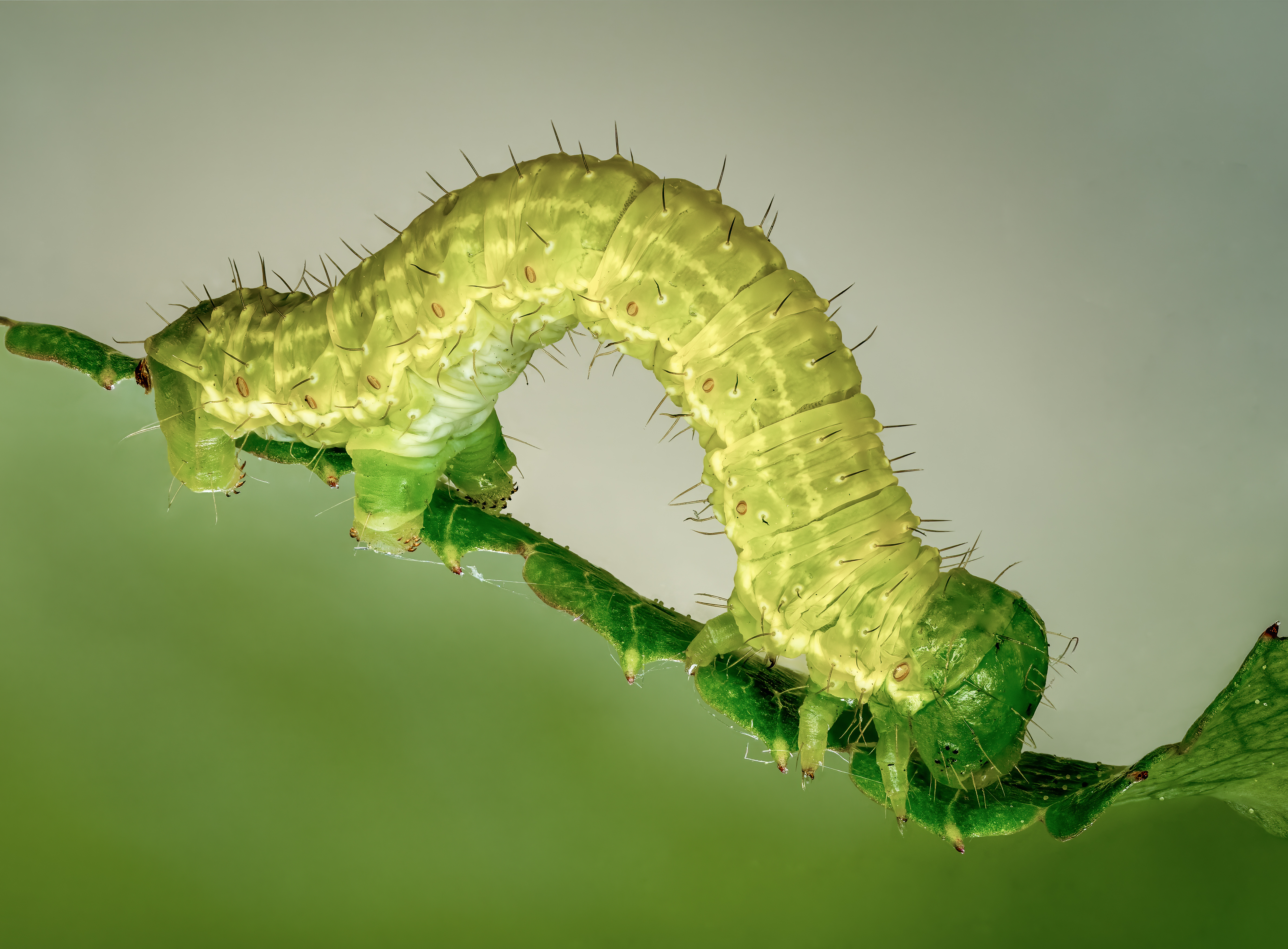
Chenille de Phalène brumeuse, plat de choix des nonnettes juvéniles.

De leur naissance à leur envol, les jeunes sont nourris par leurs parents, qui chassent pour eux dans les strates arborée, arbustive et herbacée. Leur régime alimentaire est composé presque exclusivement de chenilles, complété par un apport faible, mais régulier, en araignées. À Monks Wood et Wytham Woods, 94 % des ravitaillement des jeunes âgés de six à treize jours étaient composés de chenilles. À Białowieża, elles formaient 70 à 90 % de la ration des jeunes âgés de deux à dix-huit jours. Il s'agit essentiellement de chenilles arpenteuses, c'est-à-dire de Phalène brumeuse (Operophtera brumata) et autres Geometridae, ainsi que de chenilles des familles des Tortricidae et des Noctuidae.
Les parents ravitaillent leur progéniture durant la journée, au rythme de dix à quinze visites par heure les six premiers jours, puis de dix-huit à trente visites par heure jusqu'à l'envol des jeunes,. Lors des deux tiers de leurs visites, les parents apportent les proies au nid une par une,. Ils les tuent d'un coup de bec et arrachent les pièces buccales, qui comportent des éléments durs, avant de donner ces proies à leurs petits. Les parents assurent l'hygiène du nid en emportant les sacs fécaux produits par les jeunes, et ce jusqu'à leur envol.

#### Envol
Les jeunes nonnettes quittent le nid à l'âge de 18 à 20 jours, généralement toutes le même jour. Les individus les plus grands et développés lancent le mouvement.
Après leur premier envol, les jeunes restent dans les environs du nid pendant une à deux semaines et continuent d'être nourris par leurs parents. Ce stade est assez dangereux, car la famille est aisément trouvable par un prédateur. Une étude suédoise montre néanmoins que 90 % des jeunes survivent pendant au moins onze jours après leur envol. Durant ce temps, les jeunes continuent de grandir, ce qui leur permet de devenir de plus en plus mobiles. Ils commencent également à acquérir le répertoire vocal des adultes.

#### Succès reproducteur

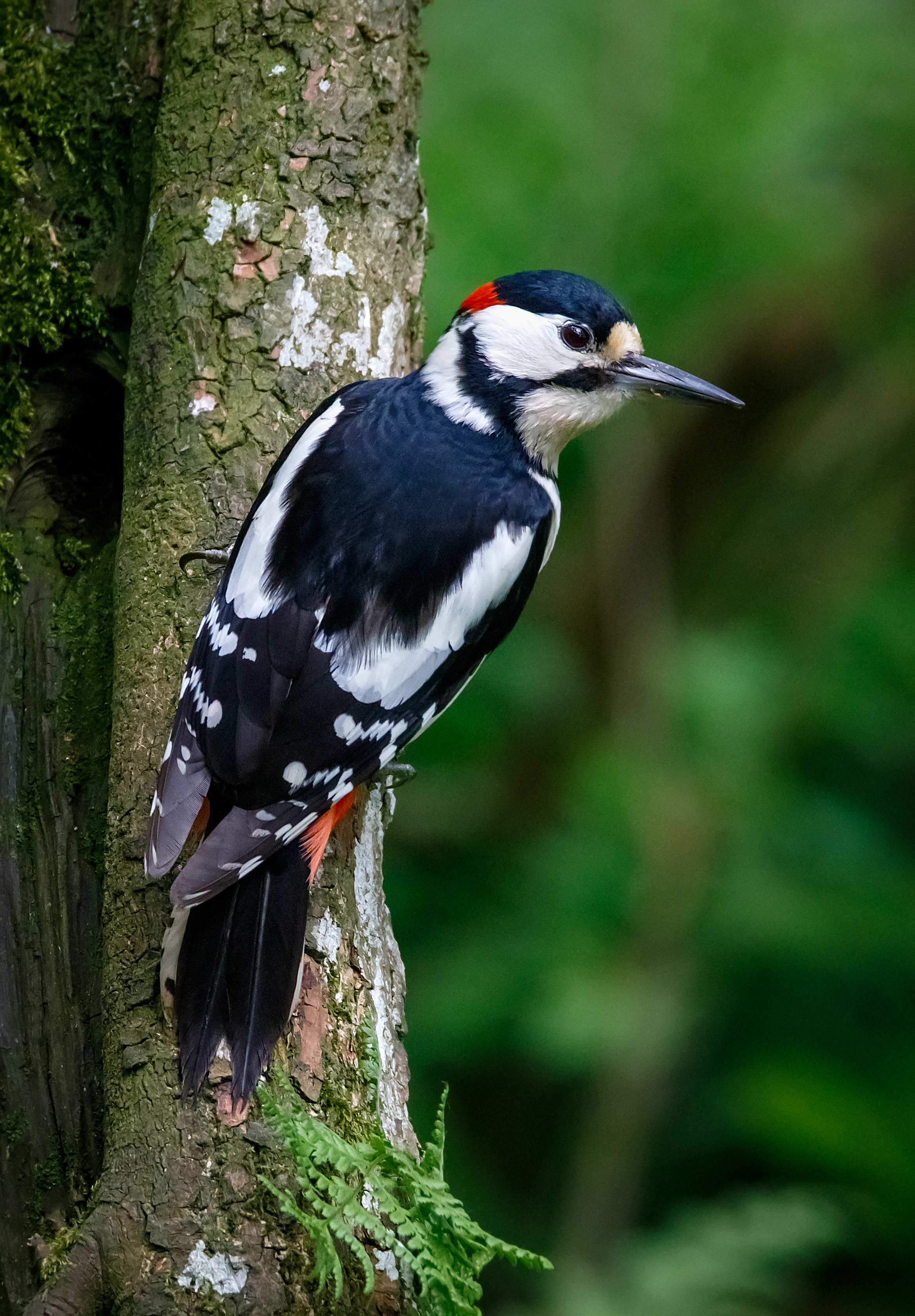
Le Pic épeiche (ici, un mâle) est l'un des principaux prédateurs des oiseaux cavernicoles.

Le succès reproducteur (taux de jeunes éclos menés à l'envol) des Mésanges nonnettes se situe entre 70 et 80 %. Une nichée qui a échappé à une prédation complète compte en moyenne sept à huit jeunes menés à l'envol.
Les échecs complets de reproduction sont rares, mais ils existent. Les parents peuvent abandonner leur nid si leur propre survie est menacée. À Białowieża, les abandons représentent un quart des échecs de couvées et un dixième des échecs de nichées. Si le mâle part, la femelle peut élever seule ses petits, mais l'inverse n'est pas possible, car le mâle ne peut pas couver les œufs ni couvrir les jeunes qui viennent d'éclore. L'abandon est difficile à identifier avec certitude, car la disparition des parents signifie souvent qu'ils ont été tués : il faut que les parents soient identifiables (porteurs de bagues colorées) et revus ensuite ailleurs pour confirmer qu'ils ont réellement abandonné leur nid. À Monks Wood, 19 % des échecs de nichées concernent des femelles disparues et présumées tuées, car elles n'ont jamais été revues par la suite. La plupart de ces morts sont dues à l'Épervier d'Europe (Accipiter nisus), lui-même en pleine période de reproduction.
Les nids peuvent également être noyés après des pluies abondantes. À Białowieża, il s'agit de la deuxième cause d'échec de la nidification, après la prédation, et elle touche jusqu'à 11 % des nids certaines années.
La cause majeure d'échec reste toutefois la prédation. Dans le parc naturel national de Białowieża, où l'écosystème est aussi proche des conditions naturelles que possible, elle explique les trois quarts des échecs de couvée et concerne un quart des nids. À Monks Wood, ces proportions sont respectivement de 59 % et de moins de 10 %. Dans une étude à Pfrunger-Burgweiler Ried, en Allemagne, la prédation est à l'origine de tous les échecs de couvée.
Parmi les oiseaux, le principal prédateur est le Pic épeiche (Dendrocopos major). À Białowieża, le taux d'échec des couvées croît avec la densité de cette espèce. Les mustélidés sont également des prédateurs majeurs : Belette d'Europe (Mustela nivalis), Martre des pins (Martes martes), Hermine (Mustela erminea) et plus rarement Blaireau européen (Meles meles). Dans une étude à Wytham Woods, la belette a attaqué 18 % de nichoirs abritant des nonnettes. Il est possible que les belettes aient identifié la forme rectangulaire des nichoirs comme méritant l'investigation. À Białowieża, le Lérotin commun (Dryomys nitedula) est responsable de 16 % des attaques de couvées et de 6 % de la mortalité des juvéniles. Parmi les autres rongeurs prédateurs de nichées figurent l'Écureuil roux (Sciurus vulgaris), l'Écureuil gris (Sciurus carolinensis), le Campagnol roussâtre (Myodes glareolus), le Mulot sylvestre (Apodemus sylvaticus) et le Mulot à collier (Apodemus flavicollis). Au sein des populations d'Asie de l'Est, les prédateurs incluent, outre l'Écureuil roux, des corvidés comme le Corbeau à gros bec (Corvus macrorhynchos), le Geai des chênes (Garrulus glandarius) et la Pie-bleue à calotte noire (Cyanopica cyanus),.
L'échec de reproduction peut également être partiel, c'est-à-dire qu'une partie des juvéniles survit. De fait, la plupart des nichées subissent la perte d'un ou plusieurs œufs ou poussins, sans qu'on puisse bien déterminer si cette perte résulte d'une prédation partielle ou bien du pourrissement de certains œufs ou de la mort de poussins, qui auraient ensuite été évacués du nid par les parents. Néanmoins, les données de Białowieża montrent une corrélation entre prédation et importance des pertes partielles de nichées. Selon une étude menée au même endroit, 30 % des nichées attaquées survivent, partiellement ou totalement. Les prédateurs n'ont pas le même niveau de dangerosité : 40 % des nichées survivent à l'attaque d'un Pic épeiche, qui prélève les juvéniles un par un, alors que l'arrivée d'un Lérotin commun signe la mort de l'ensemble de la nichée. En effet, le lérotin, la belette et l'hermine tuent tout ce qu'ils trouvent dans la cavité avant d'emporter les cadavres ou de les manger sur place. Les autres causes d'échec partiel sont le froid et la mort de faim.

### Survie

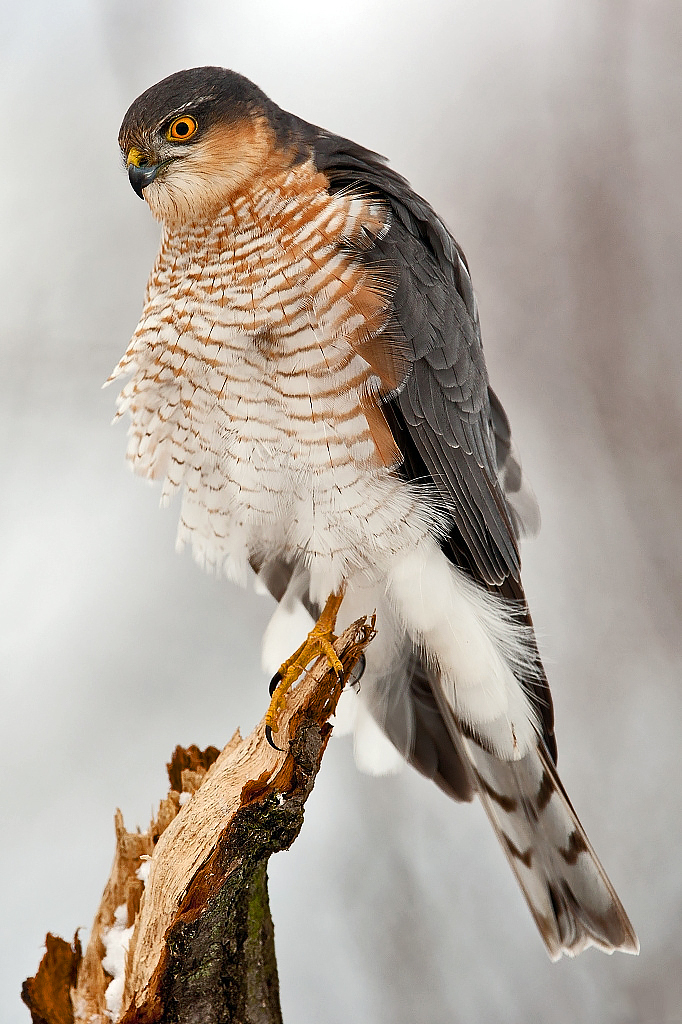
L'Épervier d'Europe est le principal prédateur de la Mésange nonnette.

Le taux de survie annuel de la Mésange nonnette est d'environ 50 %, c'est-à-dire que la moitié des individus adultes survivent d'une année sur l'autre. La saison de reproduction est la période de l'année la plus dangereuse, particulièrement pour les femelles.
Les causes de mort sont difficiles à déterminer, car l'événement lui-même est rarement observé et il n'est pas fréquent de retrouver les cadavres de nonnettes quand elles meurent hors de leur nid. Ensuite, un oiseau peut être poussé par la faim à prendre davantage de risques, ce qui l'expose à un prédateur ou à un accident. Les reprises de bagues sont également peu fiables, car elles sont affectées d'un important biais d'observation : par définition, les bagues sont retrouvées là où se trouvent des humains.
Dans leur aire de répartition européenne, les Mésanges nonnettes ont pour principal prédateur l'Épervier d'Europe. À Monks Wood, 12 % des titulaires d'un territoire ne parviennent pas au stade de la reproduction, car l'un des membres du couple ou les deux a disparu, sans doute en raison d'une prédation par l'épervier. En particulier, ce dernier chasse volontiers aux mangeoires, où les petits oiseaux sont vulnérables du fait de leurs allers-retours fréquents.
La faim est également une importante cause de mort. Elle va au-delà du simple manque de nourriture : des ressources peuvent être disponibles, mais la compétition avec d'autres espèces dominantes peut empêcher les nonnettes d'y accéder. Une étude montre que la Mésange bleue et la Mésange charbonnière évincent d'autres mésanges moins agressives, comme la nonnette, de leurs lieux de gagnage préférés, ce qui a certainement un impact sur leur mortalité. Néanmoins, les conséquences de cette compétition n'ont pas encore été bien examinées.
En 2025, la plus grande longévité enregistrée chez une Mésange nonnette baguée européenne est de 13 ans et 8 mois pour un oiseau suisse trouvé mort, suivi par deux données suédoises respectivement de 13 ans et 2 mois pour un oiseau en vie, contrôlé par un bagueur, et de 11 ans et 11 mois pour un oiseau tué par un rapace. Ces oiseaux avaient été bagués à l'âge adulte. Un autre record concerne un oiseau britannique, bagué juvénile en juillet 2004 à la garnison de Catterick, dans le Yorkshire du Nord, et contrôlé au même endroit 11 ans et 3 mois plus tard. Ces records suggèrent une longévité maximale de 12 à 14 ans, cohérente avec les données des autres Paridés de la même taille.

## Répartition et habitat

### Répartition
Cet oiseau vit dans le Paléarctique et possède deux aires de répartition disjointes, l'une en Europe et l'autre en Asie de l'Est.
En Europe, la Mésange nonnette est absente d'Irlande, possiblement en raison d'une déforestation très précoce qui l'aurait menée à l'extinction à l'époque préhistorique. Elle se reproduit en Grande-Bretagne, essentiellement en Angleterre et au Pays de Galles, et n'est présente que de manière sporadique en Écosse, au sud du Firth of Forth. Son aire de répartition a connu une forte contraction au XXe siècle en Grande-Bretagne. En Europe continentale, elle est nicheuse dans le centre et le sud de la Norvège, dans le sud de la Suède, en Estonie et en Russie dans les régions de Saint-Pétersbourg, Smolensk, Toula, Oulianovsk et à l'est d'Oufa. Sa limite sud passe par la cordillère Cantabrique, le sud des Pyrénées, le nord-est de la Sicile, la Grèce, les monts Rhodopes dans le sud de la Bulgarie, le centre de l'Ukraine et la Russie, vers Voronej, Tambov et Penza. Elle est également présente en Turquie, sur les côtes anatoliennes de la mer Noire.
En Asie de l'Est, elle se reproduit en Russie dans l'île de Sakhaline (au sud de Tymovskoïe), à Itouroup, Kounachir et Chikotan dans les îles Kouriles, et au sud-est de la Sibérie jusqu'aux monts Saïan et Altaï, incluant Minoussinsk, la région de Krasnoïarsk et de Kansk, les monts Baïkal (au nord d'Irkoutsk), jusqu'aux fleuves Amour et Oussouri. Au Japon, elle est nicheuse à Hokkaidō. Elle est présente dans le nord de la Mongolie ainsi que dans la Chine du Nord-Est et de l'Est, dans les provinces de Mongolie-Intérieure, Heilongjiang, Jilin, Liaoning, Hebei, Shanxi, Shaanxi, Sichuan, Henan, Shandong et Jiangsu. Elle niche également dans la péninsule de Corée, au sud du Gyeonggi.

### Habitat

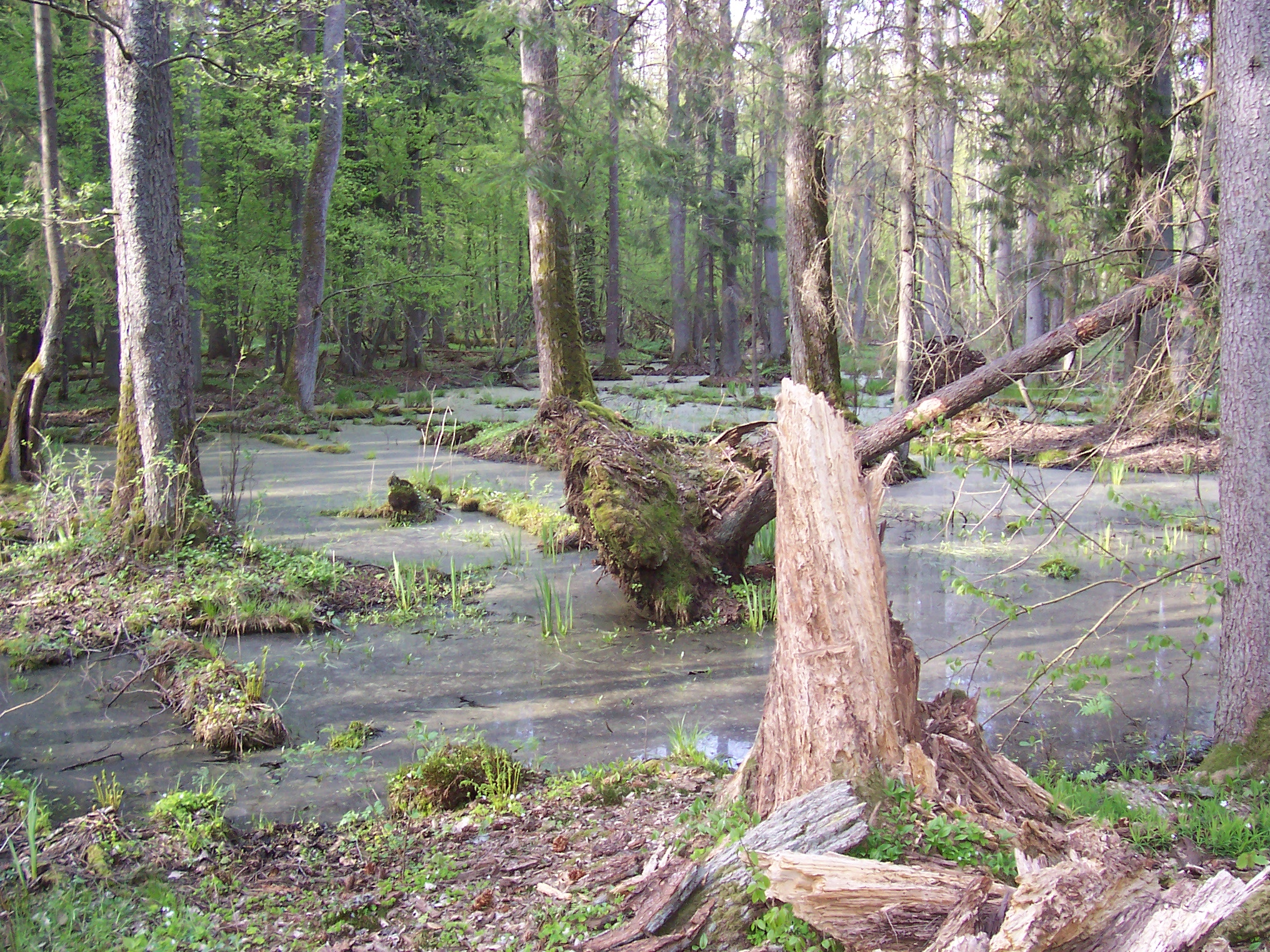
Habitat naturel de la Mésange nonnette : la forêt primaire de Białowieża, caractérisée par une grande diversité d'essences d'arbres et par la présence importante d'eau et de bois mort.

Comme toutes les mésanges, la Mésange nonnette est essentiellement un oiseau des milieux boisés. Son habitat primaire est la forêt tempérée décidue, dont la répartition correspond largement à la sienne. Cette aire de répartition déborde au sud sur la forêt méditerranéenne plus sèche et au nord sur la forêt boréale plus froide,.
La forêt originelle où vivait la Mésange nonnette a largement disparu en Europe suite aux défrichements pour l'agriculture et à l'exploitation sylvicole. Des bois pâturés survivent en Transylvanie, où les bovins et ovins domestiques remplacent les herbivores sauvages pour garder ouverts les boisements et les prairies. La forêt de Białowieża, à cheval sur la Biélorussie et la Pologne, est quant à elle l'une des dernières forêts primaires d'Europe et donne une idée des besoins écologiques réels de la Mésange nonnette. Elle abrite également l'un des hauts lieux de la recherche sur cette espèce, au sein du parc national de Białowieża.
Le milieu naturel de la Mésange nonnette recouvre donc les forêts de feuillus suffisamment étendues, constituées de chênes (Quercus), de hêtres (Fagus), de tilleuls (Tilia), de frênes (Fraxinus), d'érables (Acer), de charmes (Carpinus) et, dans les zones plus humides, d'aulnes (Alnus), de peupliers (Betulus) et de saules (Salix). Les sous-bois de son habitat de prédilection sont typiquement peuplés de noisetiers (Corylus), de sureaux (Sambucus), de prunelliers (Prunus spinosa), de cerisiers à grappes (Prunus padus) et de houx (Ilex), ainsi que de bambous en Asie, avec une strate herbacée bien fournie. La canopée peut être continue ou relativement ouverte, par exemple dans le cas de bois pâturés. Le bois mort ou pourrissant est présent en proportion importante,.
Dans le parc national de Białowieża, la Mésange nonnette est commune, à une densité moyenne de 15 couples/km2, en légère hausse de 1975 à 2019. Elle fréquente surtout les stations de feuillus : les ripisylves dominées par l'aulne glutineux (Alnus glutinosa), le frêne élevé (Fraxinus excelsior) et les bouleaux, avec un sous-bois dense constitué de buissons, d'arbres morts, d'orties et de fougères, ainsi que les stations plus sèches, composées de tilleul à petites feuilles (Tilia cordata), de chêne pédonculé (Quercus robur) et de charme commun (Carpinus betulus).

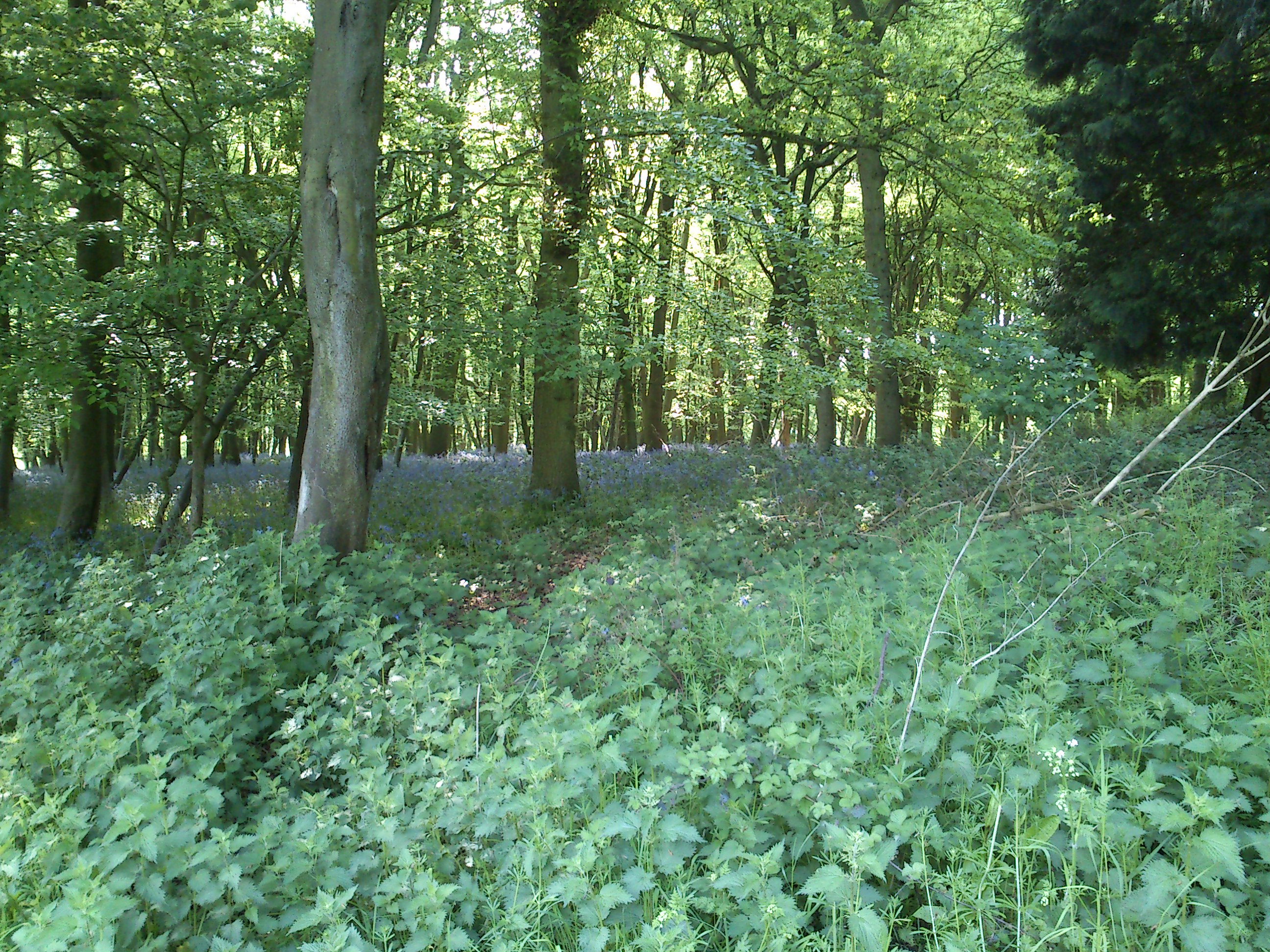
La forêt semi-naturelle de Wytham Woods, dans le sud-est de l'Angleterre, un habitat favorable à la Mésange nonnette.

Ailleurs en Europe, les forêts ont été plus ou moins profondément altérées par l'être humain, mais la Mésange nonnette peut atteindre des densités similaires à celles de Białowieża dans des milieux semi-naturels. En Grande-Bretagne, à la limite occidentale de l'aire de répartition de l'espèce, il s'agit des forêts anciennes, dominées par les chênes pédonculés ou sessiles (Quercus petraea), le frêne élevé, le hêtre commun (Fagus sylvatica), le bouleau verruqueux (Betula pendula) et, en Écosse, le pin sylvestre (Pinus sylvestris). Leurs sous-bois sont denses et riches en noisetiers, en sureaux et en prunelliers. À l'autre extrémité de l'aire de répartition, là où la forêt tempérée rencontre la steppe, la Mésange nonnette est commune dans les chênaies ukrainiennes, ainsi que dans les forêts mixtes de hêtre et de charme des Carpates et de l'oblast de Tchernivtsi.
En Asie de l'Est, l'espèce fréquente les forêts de feuillus composées des mêmes genres qu'en Europe, mais avec des espèces différentes : chêne daimyo (Quercus dentata), chêne de Mongolie (Quercus mongolica), chêne serrata (Quercus serrata). Il peut également s'agir de forêts mixtes, abritant des conifères comme le pin de Corée (Pinus koraiensis), le pin rouge du Japon (Pinus densiflora) ou le sapin de Mandchourie (Abies holophylla). La Mésange nonnette privilégie les forêts matures et extensives, le plus souvent sur les pentes montagneuses qui ont pu échapper à la déforestation.
La Mésange nonnette ne fréquente pas vraiment les villes, où la couverture arborée est insuffisante et où les espaces verts manquent de connexion entre eux. Ainsi, l'espèce subsistait dans Epping Forest, une ancienne forêt royale à cheval sur le nord-est du Grand Londres et le comté d'Essex, avant d'y disparaître à la fin du XXe siècle. À Paris, elle est nicheuse dans le bois de Boulogne et a été observée dans quelques parcs ou squares possédant de vieux arbres À Stockholm, elle est présente uniquement dans les boisements de plus de 200 hectares situés en grande banlieue. Inversement, elle se trouve dans les forêts urbaines qui ont été absorbées par l'extension de la mégapole de Séoul. Dans les agglomérations plus petites, des corridors verts peuvent permettre à l'espèce de s'implanter, comme c'est le cas à Wrocław, en Pologne, où les bois le long des rivières assurent la connectivité nécessaire pour permettre aux Mésanges nonnettes de nicher jusque dans les parcs du centre-ville.
L'espèce est beaucoup plus susceptible de se trouver dans les petites villes et les villages situés à proximité d'un habitat favorable. Dans le village de Białowieża, en Pologne, elle niche dans les petits parcs et cherche sa nourriture dans les vergers voisins. Les mangeoires constituent un facteur d'attraction, minoré par le risque de prédation et par la compétition avec des espèces dominantes comme la Mésange charbonnière (Parus major) et la Mésange bleue (Cyanistes caeruleus).
La Mésange nonnette évite activement les terres cultivées, mais elle doit composer avec elles dans un paysage de plus en plus fragmenté. Les petits éléments boisés (des haies aux petits bois) lui sont indispensables pour assurer la connexion entre les massifs forestiers et lui permettre de circuler de l'un à l'autre.
L'espèce fréquente essentiellement les zones de faible altitude. Elle se trouve jusqu'à 1 200 à 1 300 m dans la chaîne des Puys et les monts Dore,, jusqu'à 1 300 m dans les Alpes et jusqu'à 1 000 à 1 200 m dans les monts Altaï et Saïan, en Sibérie. Toutefois, elle est présente jusqu'à 2 200 m sur le mont Olympe, en Grèce. À Hokkaïdo, on peut l'observer jusqu'à la limite des arbres, vers 1 400 m. En revanche, elle est plutôt montagnarde en Corée et en Chine : elle a été observée entre 650 et 2 100 m dans le massif du Changbai, situé entre la Chine et la Corée du Nord.

### Effectifs
En 2023, les effectifs de l'espèce étaient estimés entre 10,6 et 20,9 millions d'individus adultes (territoriaux) dans le monde, dont 2,9 à 5,7 millions en Europe, qui représente 55 % de la superficie de l'aire de répartition. Le tableau ci-dessous fournit les effectifs et leur tendance dans tous les pays européens où la Mésange nonnette est documentée quantitativement, sur la base des données de Birdlife International en 2021. Ainsi, 49 % des effectifs sont situés dans quatre pays : la France (16 %), la Roumanie (15 %), l'Allemagne et la Croatie (9 % chacun).
| Pays/Territoire    | Nombre de couples     | Tendance de court terme    | Tendance de long terme  |
| ------------------ | --------------------- | -------------------------- | ----------------------- |
| Albanie            | 2 600 à 5 000         | stable (2007-2018)         | en hausse (1980-2018)   |
| Allemagne          | 405 000 à 530 000     | -15 à -13 % (2004-2016)    | stable (1980-2016)      |
| Autriche           | 80 000 à 130 000      | stable (2007-2018)         | ? (1981-2018)           |
| Belgique           | 13 300 à 22 200       | -30 à -8 % (2008-2018)     | -49 à -15 % (1973-2018) |
| Biélorussie        | 50 000 à 60 000       | -50 à -30 % (2012-2019)    | -50 à -30 % (1980-2019) |
| Bosnie-Herzégovine | 20 000 à 40 000       | ±10 % (2007-2018)          | ? (1980-2018)           |
| Bulgarie           | 100 000 à 200 000     | stable (2000-2018)         | stable (1980-2018)      |
| Croatie            | 300 000 à 600 000     | ? (2007-2018)              | ? (1980-2018)           |
| Danemark           | 29 400 à 29 500       | -33 à -8 % (2006-2017)     | -26 à -7 % (1980-2017)  |
| Espagne            | 82 000 à 96 000       | ? (2007-2018)              | stable (1980-2018)      |
| Estonie            | 40 000 à 60 000       | -94 à -61 % (2007-2018)    | -97 à -71 % (1980-2018) |
| France             | 600 000 à 1 000 000   | stable (2007-2018)         | stable (2002-2017)      |
| Géorgie            | 310                   | ?                          | ?                       |
| Grèce              | 2 000 à 10 000        | stable (2007-2018)         | en baisse (1980-2018)   |
| Hongrie            | 105 000 à 160 000     | variations (2007-2018)     | ? (1980-2018)           |
| Italie             | 100 000 à 400 000     | +20 à +35 % (2000-2014)    | en hausse (1993-2018)   |
| Kosovo             | 8 000 à 12 000        | en hausse (2007-2018)      | en hausse (1990-2018)   |
| Lettonie           | 48 100 à 161 000      | -74 à -28 % (2005-2018)    | -38 à -37 % (1991-2016) |
| Liechtenstein      | 200 à 300             | stable (2006-2018)         | ? (1980-2018)           |
| Lituanie           | 40 000 à 60 000       | stable (2013-2018)         | stable (1980-2018)      |
| Luxembourg         | 8 000 à 12 000        | stable à +10 % (2007-2018) | ? (1980-2018)           |
| Macédoine du Nord  | 20 000 à 60 000       | stable (2007-2018)         | ? (1980-2019)           |
| Moldavie           | 2 000 à 3 500         | stable (2007-2018)         | stable (1990-2018)      |
| Monténégro         | 10 000 à 25 000       | stable (2007-2018)         | ?                       |
| Norvège            | 15 000 à 75 000       | ? (2013-2018)              | ? (1980-2018)           |
| Pays-Bas           | 13 000 à 15 000       | -11 à -9 % (2006-2017)     | -31 à -15 % (1984-2017) |
| Pologne            | 192 000 à 326 000     | +27 à 98 % (2007-2018)     | ? (1980-2018)           |
| Roumanie           | 587 000 à 938 000     | +6 à 22 % (2008-2018)      | ? (1980-2018)           |
| Royaume-Uni        | 28 600 à 28 700       | en baisse (2004-2016)      | en baisse (1980-2016)   |
| Russie             | 200 000 à 385 000     | stable (2006-2018)         | en hausse (1986-2018)   |
| Serbie             | 54 000 à 84 000       | stable (2007-2018)         | stable (1980-2018)      |
| Slovaquie          | 80 000 à 160 000      | stable (2007-2018)         | stable (1980-2018)      |
| Slovénie           | 130 000 à 250 000     | stable (2008-2018)         | ? (1980-2018)           |
| Suède              | 75 000 à 109 000      | -37 à -8 % (2007-2018)     | -74 à -64 % (1980-2018) |
| Suisse             | 70 000 à 100 000      | -25 à +5 % (2007-2018)     | + 20 à 60 % (1990-2018) |
| Tchéquie           | 60 000 à 120 000      | stable (2007-2018)         | en hausse (1982-2018)   |
| Turquie            | 20 000 à 100 000      | ? (2008-2019)              | ? (1980-2013)           |
| Ukraine            | 150 000 à 250 000     | -10 à -5 % (2007-2018)     | -10 à -5 % (1980-2018)  |
| Europe             | 3 740 000 à 6 620 000 |                            |                         |

### Mouvements
La Mésange nonnette est un oiseau sédentaire : elle ne migre pas. En revanche, elle entreprend à certains moments de sa vie des déplacements importants à son échelle : on parle de dispersion. Le premier de ces déplacements a lieu quelques semaines après qu'elle a quitté le nid : c'est la dispersion juvénile, c'est-à-dire le mouvement entre le lieu de naissance et le lieu de première reproduction.
En règle générale, les juvéniles restent en famille huit à seize jours après l'envol, puis se dispersent. Le départ peut se faire massivement ou de manière échelonnée sur une période allant jusqu'à six jours. Il ne semble pas que les parents chassent leurs petits ou que ces derniers soient agressifs entre eux, mais plutôt que les jeunes se dispersent dès qu'ils sont indépendants, c'est-à-dire dès qu'ils peuvent chercher de la nourriture par eux-mêmes et qu'ils savent s'exprimer convenablement. 

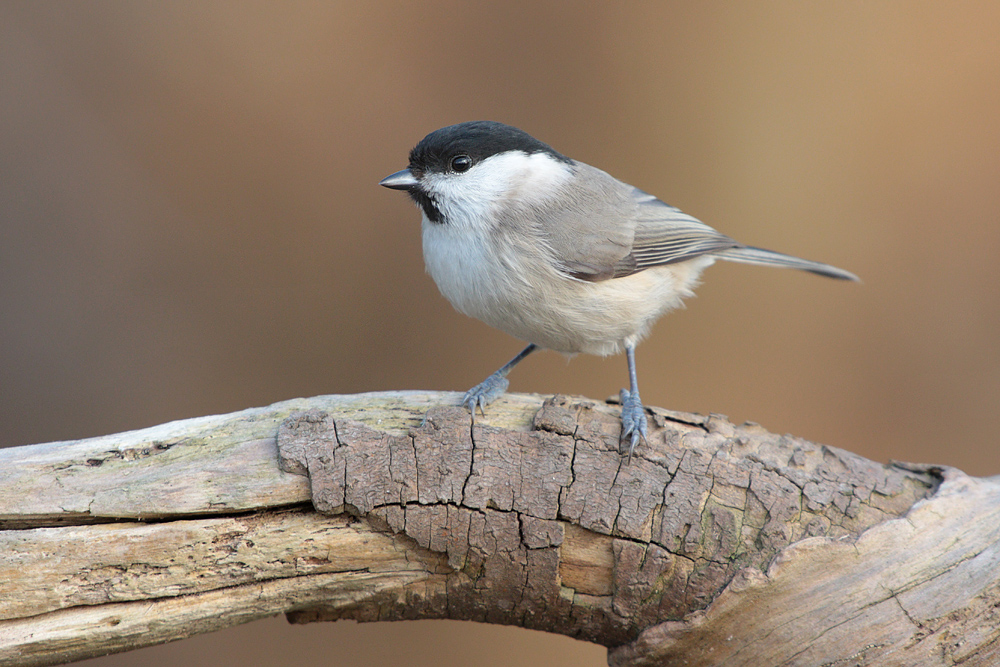
Une fois installée dans un territoire, ici dans la réserve naturelle d'Ilkerbruch, en Basse-Saxe (Allemagne), la Mésange nonnette tend à y rester toute sa vie.

Leur but, surtout pour les mâles, est de trouver un territoire et un partenaire le plus rapidement possible, avant les autres jeunes en dispersion. De fait, les jeunes dominants, les plus imposants, tendent à se disperser en premier. Lors de la phase de recherche et d'installation, les juvéniles respectent la règle d'antériorité : s'ils arrivent dans une zone déjà occupée, ils repartent, sans chercher la confrontation pour savoir lequel des deux est le plus fort. La tâche est moins ardue pour les juvéniles femelles, dont les juvéniles mâles tolèrent le passage et même recherchent la compagnie pour former un couple.
La dispersion juvénile est assez rapide. Dans une étude menée à Monks Wood, 85 % des jeunes la mènent à bien dans les deux premières semaines après l'éclatement du groupe familial. En revanche, il semble que certains individus s'arrêtent seulement temporairement, le temps de mener à bien leur mue post-juvénile, avant de s'installer définitivement à l'automne.
Dans toutes les études européennes, la distance de dispersion est assez courte, de l'ordre de quelques kilomètres, les jeunes femelles allant plus loin que les mâles. Ce comportement est général à toutes les mésanges. Dans presque tous les cas, les jeunes nonnettes s'installent hors du territoire où elles sont nées, ce qui permet d'éviter la consanguinité, l'exception étant un jeune qui est resté dans son territoire de naissance après la disparition de ses deux parents, et qui s'y serait sans doute reproduit s'il n'était pas mort au printemps suivant.
85 à 95 % des Mésanges nonnettes adultes conservent le même territoire toute leur vie, même si les frontières ou l'emplacement du nid peuvent se déplacer de quelques dizaines ou centaines de mètres,,. Il arrive malgré tout qu'elles se déplacent entre des sites de reproduction successifs : on parle de dispersion reproductive. Dans l'étude de Monks Wood, des nonnettes se sont installées dans un territoire adjacent après la mort d'un membre du couple voisin, souvent parce qu'elles-mêmes étaient veuves. Dans quelques cas (2-3 % de la population chaque année), un individu a divorcé et rejoint un autre oiseau pour former un nouveau couple.
Contrairement à la Mésange boréale, la Mésange nonnette n'effectue pas d'irruptions, c'est-à-dire des invasions massives et ponctuelles, en réponse par exemple à un manque local de nourriture.

## Classification

### Taxinomie
Les petits passereaux européens dotés d'un manteau brun et d'une calotte noire ont été décrits pour la première fois par le polygraphe suisse Conrad Gessner en 1551, dans son Historia animalium. Il leur donne le nom latin Parus palustris, littéralement « petit oiseau des marais ». L'Anglais Francis Willughby reprend ce nom en anglais, Marsh titmouse, en 1678. Dans son Systema naturae de 1758, Carl von Linné entérine le nom binominal proposé par Gessner, Parus palustris, que la Mésange nonnette conserve jusqu'au début du XXIe siècle.
La Mésange nonnette a longtemps été rangée dans le genre Parus, avec l'ensemble des mésanges d'Afrique, d'Amérique du Nord et d'Eurasie. Une analyse de 2005 du cytochrome b de ces espèces pousse à reclasser dans le genre Poecile une partie des mésanges eurasiennes et nord-américaines, caractérisées par un manteau brun, une calotte sombre et des joues blanches.
Phylogénie du genre  Poecile  fondée sur Tritsch et al. 2017
|  | Mésange à sourcils blancs (Poecile superciliosus) |
|  |                                                   |
|  | Mésange lugubre (Poecile lugubris)                |
|  |                                                   |

|  | Mésange lapone (Poecile cinctus)                                                                                       |
|  | |
|  | \| \| Mésange à dos marron (Poecile rufescens) \| \| \| \| \| \| Mésange à tête brune (Poecile hudsonicus) \| \| \| \| |
|  | |
|  | Mésange à dos marron (Poecile rufescens)                                                                               |
|  | |
|  | Mésange à tête brune (Poecile hudsonicus)                                                                              |
|  | |

|  | Mésange à dos marron (Poecile rufescens)  |
|  |                                           |
|  | Mésange à tête brune (Poecile hudsonicus) |
|  |                                           |

|  | Mésange de Caroline (Poecile carolinensis)                                                                          |
|  | |
|  | \| \| Mésange à tête noire (Poecile atricapillus) \| \| \| \| \| \| Mésange de Gambel (Poecile gambeli) \| \| \| \| |
|  | |
|  | Mésange à tête noire (Poecile atricapillus)                                                                         |
|  | |
|  | Mésange de Gambel (Poecile gambeli)                                                                                 |
|  | |

|  | Mésange à tête noire (Poecile atricapillus) |
|  |                                             |
|  | Mésange de Gambel (Poecile gambeli)         |
|  |                                             |

|  | Mésange de Caroline (Poecile carolinensis)                                                                          |
|  | |
|  | \| \| Mésange à tête noire (Poecile atricapillus) \| \| \| \| \| \| Mésange de Gambel (Poecile gambeli) \| \| \| \| |
|  | |
|  | Mésange à tête noire (Poecile atricapillus)                                                                         |
|  | |
|  | Mésange de Gambel (Poecile gambeli)                                                                                 |
|  | |

|  | Mésange à tête noire (Poecile atricapillus) |
|  |                                             |
|  | Mésange de Gambel (Poecile gambeli)         |
|  |                                             |

|  | Mésange de Caroline (Poecile carolinensis)                                                                          |
|  | |
|  | \| \| Mésange à tête noire (Poecile atricapillus) \| \| \| \| \| \| Mésange de Gambel (Poecile gambeli) \| \| \| \| |
|  | |
|  | Mésange à tête noire (Poecile atricapillus)                                                                         |
|  | |
|  | Mésange de Gambel (Poecile gambeli)                                                                                 |
|  | |

|  | Mésange à tête noire (Poecile atricapillus) |
|  |                                             |
|  | Mésange de Gambel (Poecile gambeli)         |
|  |                                             |

|  | Mésange de Caroline (Poecile carolinensis)                                                                          |
|  | |
|  | \| \| Mésange à tête noire (Poecile atricapillus) \| \| \| \| \| \| Mésange de Gambel (Poecile gambeli) \| \| \| \| |
|  | |
|  | Mésange à tête noire (Poecile atricapillus)                                                                         |
|  | |
|  | Mésange de Gambel (Poecile gambeli)                                                                                 |
|  | |

|  | Mésange à tête noire (Poecile atricapillus) |
|  |                                             |
|  | Mésange de Gambel (Poecile gambeli)         |
|  |                                             |

|  | Mésange lapone (Poecile cinctus)                                                                                       |
|  | |
|  | \| \| Mésange à dos marron (Poecile rufescens) \| \| \| \| \| \| Mésange à tête brune (Poecile hudsonicus) \| \| \| \| |
|  | |
|  | Mésange à dos marron (Poecile rufescens)                                                                               |
|  | |
|  | Mésange à tête brune (Poecile hudsonicus)                                                                              |
|  | |

|  | Mésange à dos marron (Poecile rufescens)  |
|  |                                           |
|  | Mésange à tête brune (Poecile hudsonicus) |
|  |                                           |

|  | Mésange de Caroline (Poecile carolinensis)                                                                          |
|  | |
|  | \| \| Mésange à tête noire (Poecile atricapillus) \| \| \| \| \| \| Mésange de Gambel (Poecile gambeli) \| \| \| \| |
|  | |
|  | Mésange à tête noire (Poecile atricapillus)                                                                         |
|  | |
|  | Mésange de Gambel (Poecile gambeli)                                                                                 |
|  | |

|  | Mésange à tête noire (Poecile atricapillus) |
|  |                                             |
|  | Mésange de Gambel (Poecile gambeli)         |
|  |                                             |

|  | Mésange de Caroline (Poecile carolinensis)                                                                          |
|  | |
|  | \| \| Mésange à tête noire (Poecile atricapillus) \| \| \| \| \| \| Mésange de Gambel (Poecile gambeli) \| \| \| \| |
|  | |
|  | Mésange à tête noire (Poecile atricapillus)                                                                         |
|  | |
|  | Mésange de Gambel (Poecile gambeli)                                                                                 |
|  | |

|  | Mésange à tête noire (Poecile atricapillus) |
|  |                                             |
|  | Mésange de Gambel (Poecile gambeli)         |
|  |                                             |

|  | Mésange de Caroline (Poecile carolinensis)                                                                          |
|  | |
|  | \| \| Mésange à tête noire (Poecile atricapillus) \| \| \| \| \| \| Mésange de Gambel (Poecile gambeli) \| \| \| \| |
|  | |
|  | Mésange à tête noire (Poecile atricapillus)                                                                         |
|  | |
|  | Mésange de Gambel (Poecile gambeli)                                                                                 |
|  | |

|  | Mésange à tête noire (Poecile atricapillus) |
|  |                                             |
|  | Mésange de Gambel (Poecile gambeli)         |
|  |                                             |

|  | Mésange de Caroline (Poecile carolinensis)                                                                          |
|  | |
|  | \| \| Mésange à tête noire (Poecile atricapillus) \| \| \| \| \| \| Mésange de Gambel (Poecile gambeli) \| \| \| \| |
|  | |
|  | Mésange à tête noire (Poecile atricapillus)                                                                         |
|  | |
|  | Mésange de Gambel (Poecile gambeli)                                                                                 |
|  | |

|  | Mésange à tête noire (Poecile atricapillus) |
|  |                                             |
|  | Mésange de Gambel (Poecile gambeli)         |
|  |                                             |

|  | Mésange à bavette (Poecile hypermelaenus) |
|  |                                           |
|  | Mésange nonnette (Poecile palustris)      |
|  |                                           |

|  | Mésange de Weigold (Poecile weigoldicus)                                                                 |
|  | |
|  | \| \| Mésange d'Iran (Poecile hyrcanus) \| \| \| \| \| \| Mésange boréale (Poecile montanus) \| \| \| \| |
|  | |
|  | Mésange d'Iran (Poecile hyrcanus)                                                                        |
|  | |
|  | Mésange boréale (Poecile montanus)                                                                       |
|  | |

|  | Mésange d'Iran (Poecile hyrcanus)  |
|  |                                    |
|  | Mésange boréale (Poecile montanus) |
|  |                                    |

|  | Mésange à bavette (Poecile hypermelaenus) |
|  |                                           |
|  | Mésange nonnette (Poecile palustris)      |
|  |                                           |

|  | Mésange de Weigold (Poecile weigoldicus)                                                                 |
|  | |
|  | \| \| Mésange d'Iran (Poecile hyrcanus) \| \| \| \| \| \| Mésange boréale (Poecile montanus) \| \| \| \| |
|  | |
|  | Mésange d'Iran (Poecile hyrcanus)                                                                        |
|  | |
|  | Mésange boréale (Poecile montanus)                                                                       |
|  | |

|  | Mésange d'Iran (Poecile hyrcanus)  |
|  |                                    |
|  | Mésange boréale (Poecile montanus) |
|  |                                    |

|  | Mésange à bavette (Poecile hypermelaenus) |
|  |                                           |
|  | Mésange nonnette (Poecile palustris)      |
|  |                                           |

|  | Mésange de Weigold (Poecile weigoldicus)                                                                 |
|  | |
|  | \| \| Mésange d'Iran (Poecile hyrcanus) \| \| \| \| \| \| Mésange boréale (Poecile montanus) \| \| \| \| |
|  | |
|  | Mésange d'Iran (Poecile hyrcanus)                                                                        |
|  | |
|  | Mésange boréale (Poecile montanus)                                                                       |
|  | |

|  | Mésange d'Iran (Poecile hyrcanus)  |
|  |                                    |
|  | Mésange boréale (Poecile montanus) |
|  |                                    |

|  | Mésange à bavette (Poecile hypermelaenus) |
|  |                                           |
|  | Mésange nonnette (Poecile palustris)      |
|  |                                           |

|  | Mésange de Weigold (Poecile weigoldicus)                                                                 |
|  | |
|  | \| \| Mésange d'Iran (Poecile hyrcanus) \| \| \| \| \| \| Mésange boréale (Poecile montanus) \| \| \| \| |
|  | |
|  | Mésange d'Iran (Poecile hyrcanus)                                                                        |
|  | |
|  | Mésange boréale (Poecile montanus)                                                                       |
|  | |

|  | Mésange d'Iran (Poecile hyrcanus)  |
|  |                                    |
|  | Mésange boréale (Poecile montanus) |
|  |                                    |

|  | Mésange lapone (Poecile cinctus)                                                                                       |
|  | |
|  | \| \| Mésange à dos marron (Poecile rufescens) \| \| \| \| \| \| Mésange à tête brune (Poecile hudsonicus) \| \| \| \| |
|  | |
|  | Mésange à dos marron (Poecile rufescens)                                                                               |
|  | |
|  | Mésange à tête brune (Poecile hudsonicus)                                                                              |
|  | |

|  | Mésange à dos marron (Poecile rufescens)  |
|  |                                           |
|  | Mésange à tête brune (Poecile hudsonicus) |
|  |                                           |

|  | Mésange de Caroline (Poecile carolinensis)                                                                          |
|  | |
|  | \| \| Mésange à tête noire (Poecile atricapillus) \| \| \| \| \| \| Mésange de Gambel (Poecile gambeli) \| \| \| \| |
|  | |
|  | Mésange à tête noire (Poecile atricapillus)                                                                         |
|  | |
|  | Mésange de Gambel (Poecile gambeli)                                                                                 |
|  | |

|  | Mésange à tête noire (Poecile atricapillus) |
|  |                                             |
|  | Mésange de Gambel (Poecile gambeli)         |
|  |                                             |

|  | Mésange de Caroline (Poecile carolinensis)                                                                          |
|  | |
|  | \| \| Mésange à tête noire (Poecile atricapillus) \| \| \| \| \| \| Mésange de Gambel (Poecile gambeli) \| \| \| \| |
|  | |
|  | Mésange à tête noire (Poecile atricapillus)                                                                         |
|  | |
|  | Mésange de Gambel (Poecile gambeli)                                                                                 |
|  | |

|  | Mésange à tête noire (Poecile atricapillus) |
|  |                                             |
|  | Mésange de Gambel (Poecile gambeli)         |
|  |                                             |

|  | Mésange de Caroline (Poecile carolinensis)                                                                          |
|  | |
|  | \| \| Mésange à tête noire (Poecile atricapillus) \| \| \| \| \| \| Mésange de Gambel (Poecile gambeli) \| \| \| \| |
|  | |
|  | Mésange à tête noire (Poecile atricapillus)                                                                         |
|  | |
|  | Mésange de Gambel (Poecile gambeli)                                                                                 |
|  | |

|  | Mésange à tête noire (Poecile atricapillus) |
|  |                                             |
|  | Mésange de Gambel (Poecile gambeli)         |
|  |                                             |

|  | Mésange de Caroline (Poecile carolinensis)                                                                          |
|  | |
|  | \| \| Mésange à tête noire (Poecile atricapillus) \| \| \| \| \| \| Mésange de Gambel (Poecile gambeli) \| \| \| \| |
|  | |
|  | Mésange à tête noire (Poecile atricapillus)                                                                         |
|  | |
|  | Mésange de Gambel (Poecile gambeli)                                                                                 |
|  | |

|  | Mésange à tête noire (Poecile atricapillus) |
|  |                                             |
|  | Mésange de Gambel (Poecile gambeli)         |
|  |                                             |

|  | Mésange lapone (Poecile cinctus)                                                                                       |
|  | |
|  | \| \| Mésange à dos marron (Poecile rufescens) \| \| \| \| \| \| Mésange à tête brune (Poecile hudsonicus) \| \| \| \| |
|  | |
|  | Mésange à dos marron (Poecile rufescens)                                                                               |
|  | |
|  | Mésange à tête brune (Poecile hudsonicus)                                                                              |
|  | |

|  | Mésange à dos marron (Poecile rufescens)  |
|  |                                           |
|  | Mésange à tête brune (Poecile hudsonicus) |
|  |                                           |

|  | Mésange de Caroline (Poecile carolinensis)                                                                          |
|  | |
|  | \| \| Mésange à tête noire (Poecile atricapillus) \| \| \| \| \| \| Mésange de Gambel (Poecile gambeli) \| \| \| \| |
|  | |
|  | Mésange à tête noire (Poecile atricapillus)                                                                         |
|  | |
|  | Mésange de Gambel (Poecile gambeli)                                                                                 |
|  | |

|  | Mésange à tête noire (Poecile atricapillus) |
|  |                                             |
|  | Mésange de Gambel (Poecile gambeli)         |
|  |                                             |

|  | Mésange de Caroline (Poecile carolinensis)                                                                          |
|  | |
|  | \| \| Mésange à tête noire (Poecile atricapillus) \| \| \| \| \| \| Mésange de Gambel (Poecile gambeli) \| \| \| \| |
|  | |
|  | Mésange à tête noire (Poecile atricapillus)                                                                         |
|  | |
|  | Mésange de Gambel (Poecile gambeli)                                                                                 |
|  | |

|  | Mésange à tête noire (Poecile atricapillus) |
|  |                                             |
|  | Mésange de Gambel (Poecile gambeli)         |
|  |                                             |

|  | Mésange de Caroline (Poecile carolinensis)                                                                          |
|  | |
|  | \| \| Mésange à tête noire (Poecile atricapillus) \| \| \| \| \| \| Mésange de Gambel (Poecile gambeli) \| \| \| \| |
|  | |
|  | Mésange à tête noire (Poecile atricapillus)                                                                         |
|  | |
|  | Mésange de Gambel (Poecile gambeli)                                                                                 |
|  | |

|  | Mésange à tête noire (Poecile atricapillus) |
|  |                                             |
|  | Mésange de Gambel (Poecile gambeli)         |
|  |                                             |

|  | Mésange de Caroline (Poecile carolinensis)                                                                          |
|  | |
|  | \| \| Mésange à tête noire (Poecile atricapillus) \| \| \| \| \| \| Mésange de Gambel (Poecile gambeli) \| \| \| \| |
|  | |
|  | Mésange à tête noire (Poecile atricapillus)                                                                         |
|  | |
|  | Mésange de Gambel (Poecile gambeli)                                                                                 |
|  | |

|  | Mésange à tête noire (Poecile atricapillus) |
|  |                                             |
|  | Mésange de Gambel (Poecile gambeli)         |
|  |                                             |

|  | Mésange à bavette (Poecile hypermelaenus) |
|  |                                           |
|  | Mésange nonnette (Poecile palustris)      |
|  |                                           |

|  | Mésange de Weigold (Poecile weigoldicus)                                                                 |
|  | |
|  | \| \| Mésange d'Iran (Poecile hyrcanus) \| \| \| \| \| \| Mésange boréale (Poecile montanus) \| \| \| \| |
|  | |
|  | Mésange d'Iran (Poecile hyrcanus)                                                                        |
|  | |
|  | Mésange boréale (Poecile montanus)                                                                       |
|  | |

|  | Mésange d'Iran (Poecile hyrcanus)  |
|  |                                    |
|  | Mésange boréale (Poecile montanus) |
|  |                                    |

|  | Mésange à bavette (Poecile hypermelaenus) |
|  |                                           |
|  | Mésange nonnette (Poecile palustris)      |
|  |                                           |

|  | Mésange de Weigold (Poecile weigoldicus)                                                                 |
|  | |
|  | \| \| Mésange d'Iran (Poecile hyrcanus) \| \| \| \| \| \| Mésange boréale (Poecile montanus) \| \| \| \| |
|  | |
|  | Mésange d'Iran (Poecile hyrcanus)                                                                        |
|  | |
|  | Mésange boréale (Poecile montanus)                                                                       |
|  | |

|  | Mésange d'Iran (Poecile hyrcanus)  |
|  |                                    |
|  | Mésange boréale (Poecile montanus) |
|  |                                    |

|  | Mésange à bavette (Poecile hypermelaenus) |
|  |                                           |
|  | Mésange nonnette (Poecile palustris)      |
|  |                                           |

|  | Mésange de Weigold (Poecile weigoldicus)                                                                 |
|  | |
|  | \| \| Mésange d'Iran (Poecile hyrcanus) \| \| \| \| \| \| Mésange boréale (Poecile montanus) \| \| \| \| |
|  | |
|  | Mésange d'Iran (Poecile hyrcanus)                                                                        |
|  | |
|  | Mésange boréale (Poecile montanus)                                                                       |
|  | |

|  | Mésange d'Iran (Poecile hyrcanus)  |
|  |                                    |
|  | Mésange boréale (Poecile montanus) |
|  |                                    |

|  | Mésange à bavette (Poecile hypermelaenus) |
|  |                                           |
|  | Mésange nonnette (Poecile palustris)      |
|  |                                           |

|  | Mésange de Weigold (Poecile weigoldicus)                                                                 |
|  | |
|  | \| \| Mésange d'Iran (Poecile hyrcanus) \| \| \| \| \| \| Mésange boréale (Poecile montanus) \| \| \| \| |
|  | |
|  | Mésange d'Iran (Poecile hyrcanus)                                                                        |
|  | |
|  | Mésange boréale (Poecile montanus)                                                                       |
|  | |

|  | Mésange d'Iran (Poecile hyrcanus)  |
|  |                                    |
|  | Mésange boréale (Poecile montanus) |
|  |                                    |

|  | Mésange à sourcils blancs (Poecile superciliosus) |
|  |                                                   |
|  | Mésange lugubre (Poecile lugubris)                |
|  |                                                   |

|  | Mésange lapone (Poecile cinctus)                                                                                       |
|  | |
|  | \| \| Mésange à dos marron (Poecile rufescens) \| \| \| \| \| \| Mésange à tête brune (Poecile hudsonicus) \| \| \| \| |
|  | |
|  | Mésange à dos marron (Poecile rufescens)                                                                               |
|  | |
|  | Mésange à tête brune (Poecile hudsonicus)                                                                              |
|  | |

|  | Mésange à dos marron (Poecile rufescens)  |
|  |                                           |
|  | Mésange à tête brune (Poecile hudsonicus) |
|  |                                           |

|  | Mésange de Caroline (Poecile carolinensis)                                                                          |
|  | |
|  | \| \| Mésange à tête noire (Poecile atricapillus) \| \| \| \| \| \| Mésange de Gambel (Poecile gambeli) \| \| \| \| |
|  | |
|  | Mésange à tête noire (Poecile atricapillus)                                                                         |
|  | |
|  | Mésange de Gambel (Poecile gambeli)                                                                                 |
|  | |

|  | Mésange à tête noire (Poecile atricapillus) |
|  |                                             |
|  | Mésange de Gambel (Poecile gambeli)         |
|  |                                             |

|  | Mésange de Caroline (Poecile carolinensis)                                                                          |
|  | |
|  | \| \| Mésange à tête noire (Poecile atricapillus) \| \| \| \| \| \| Mésange de Gambel (Poecile gambeli) \| \| \| \| |
|  | |
|  | Mésange à tête noire (Poecile atricapillus)                                                                         |
|  | |
|  | Mésange de Gambel (Poecile gambeli)                                                                                 |
|  | |

|  | Mésange à tête noire (Poecile atricapillus) |
|  |                                             |
|  | Mésange de Gambel (Poecile gambeli)         |
|  |                                             |

|  | Mésange de Caroline (Poecile carolinensis)                                                                          |
|  | |
|  | \| \| Mésange à tête noire (Poecile atricapillus) \| \| \| \| \| \| Mésange de Gambel (Poecile gambeli) \| \| \| \| |
|  | |
|  | Mésange à tête noire (Poecile atricapillus)                                                                         |
|  | |
|  | Mésange de Gambel (Poecile gambeli)                                                                                 |
|  | |

|  | Mésange à tête noire (Poecile atricapillus) |
|  |                                             |
|  | Mésange de Gambel (Poecile gambeli)         |
|  |                                             |

|  | Mésange de Caroline (Poecile carolinensis)                                                                          |
|  | |
|  | \| \| Mésange à tête noire (Poecile atricapillus) \| \| \| \| \| \| Mésange de Gambel (Poecile gambeli) \| \| \| \| |
|  | |
|  | Mésange à tête noire (Poecile atricapillus)                                                                         |
|  | |
|  | Mésange de Gambel (Poecile gambeli)                                                                                 |
|  | |

|  | Mésange à tête noire (Poecile atricapillus) |
|  |                                             |
|  | Mésange de Gambel (Poecile gambeli)         |
|  |                                             |

|  | Mésange lapone (Poecile cinctus)                                                                                       |
|  | |
|  | \| \| Mésange à dos marron (Poecile rufescens) \| \| \| \| \| \| Mésange à tête brune (Poecile hudsonicus) \| \| \| \| |
|  | |
|  | Mésange à dos marron (Poecile rufescens)                                                                               |
|  | |
|  | Mésange à tête brune (Poecile hudsonicus)                                                                              |
|  | |

|  | Mésange à dos marron (Poecile rufescens)  |
|  |                                           |
|  | Mésange à tête brune (Poecile hudsonicus) |
|  |                                           |

|  | Mésange de Caroline (Poecile carolinensis)                                                                          |
|  | |
|  | \| \| Mésange à tête noire (Poecile atricapillus) \| \| \| \| \| \| Mésange de Gambel (Poecile gambeli) \| \| \| \| |
|  | |
|  | Mésange à tête noire (Poecile atricapillus)                                                                         |
|  | |
|  | Mésange de Gambel (Poecile gambeli)                                                                                 |
|  | |

|  | Mésange à tête noire (Poecile atricapillus) |
|  |                                             |
|  | Mésange de Gambel (Poecile gambeli)         |
|  |                                             |

|  | Mésange de Caroline (Poecile carolinensis)                                                                          |
|  | |
|  | \| \| Mésange à tête noire (Poecile atricapillus) \| \| \| \| \| \| Mésange de Gambel (Poecile gambeli) \| \| \| \| |
|  | |
|  | Mésange à tête noire (Poecile atricapillus)                                                                         |
|  | |
|  | Mésange de Gambel (Poecile gambeli)                                                                                 |
|  | |

|  | Mésange à tête noire (Poecile atricapillus) |
|  |                                             |
|  | Mésange de Gambel (Poecile gambeli)         |
|  |                                             |

|  | Mésange de Caroline (Poecile carolinensis)                                                                          |
|  | |
|  | \| \| Mésange à tête noire (Poecile atricapillus) \| \| \| \| \| \| Mésange de Gambel (Poecile gambeli) \| \| \| \| |
|  | |
|  | Mésange à tête noire (Poecile atricapillus)                                                                         |
|  | |
|  | Mésange de Gambel (Poecile gambeli)                                                                                 |
|  | |

|  | Mésange à tête noire (Poecile atricapillus) |
|  |                                             |
|  | Mésange de Gambel (Poecile gambeli)         |
|  |                                             |

|  | Mésange de Caroline (Poecile carolinensis)                                                                          |
|  | |
|  | \| \| Mésange à tête noire (Poecile atricapillus) \| \| \| \| \| \| Mésange de Gambel (Poecile gambeli) \| \| \| \| |
|  | |
|  | Mésange à tête noire (Poecile atricapillus)                                                                         |
|  | |
|  | Mésange de Gambel (Poecile gambeli)                                                                                 |
|  | |

|  | Mésange à tête noire (Poecile atricapillus) |
|  |                                             |
|  | Mésange de Gambel (Poecile gambeli)         |
|  |                                             |

|  | Mésange à bavette (Poecile hypermelaenus) |
|  |                                           |
|  | Mésange nonnette (Poecile palustris)      |
|  |                                           |

|  | Mésange de Weigold (Poecile weigoldicus)                                                                 |
|  | |
|  | \| \| Mésange d'Iran (Poecile hyrcanus) \| \| \| \| \| \| Mésange boréale (Poecile montanus) \| \| \| \| |
|  | |
|  | Mésange d'Iran (Poecile hyrcanus)                                                                        |
|  | |
|  | Mésange boréale (Poecile montanus)                                                                       |
|  | |

|  | Mésange d'Iran (Poecile hyrcanus)  |
|  |                                    |
|  | Mésange boréale (Poecile montanus) |
|  |                                    |

|  | Mésange à bavette (Poecile hypermelaenus) |
|  |                                           |
|  | Mésange nonnette (Poecile palustris)      |
|  |                                           |

|  | Mésange de Weigold (Poecile weigoldicus)                                                                 |
|  | |
|  | \| \| Mésange d'Iran (Poecile hyrcanus) \| \| \| \| \| \| Mésange boréale (Poecile montanus) \| \| \| \| |
|  | |
|  | Mésange d'Iran (Poecile hyrcanus)                                                                        |
|  | |
|  | Mésange boréale (Poecile montanus)                                                                       |
|  | |

|  | Mésange d'Iran (Poecile hyrcanus)  |
|  |                                    |
|  | Mésange boréale (Poecile montanus) |
|  |                                    |

|  | Mésange à bavette (Poecile hypermelaenus) |
|  |                                           |
|  | Mésange nonnette (Poecile palustris)      |
|  |                                           |

|  | Mésange de Weigold (Poecile weigoldicus)                                                                 |
|  | |
|  | \| \| Mésange d'Iran (Poecile hyrcanus) \| \| \| \| \| \| Mésange boréale (Poecile montanus) \| \| \| \| |
|  | |
|  | Mésange d'Iran (Poecile hyrcanus)                                                                        |
|  | |
|  | Mésange boréale (Poecile montanus)                                                                       |
|  | |

|  | Mésange d'Iran (Poecile hyrcanus)  |
|  |                                    |
|  | Mésange boréale (Poecile montanus) |
|  |                                    |

|  | Mésange à bavette (Poecile hypermelaenus) |
|  |                                           |
|  | Mésange nonnette (Poecile palustris)      |
|  |                                           |

|  | Mésange de Weigold (Poecile weigoldicus)                                                                 |
|  | |
|  | \| \| Mésange d'Iran (Poecile hyrcanus) \| \| \| \| \| \| Mésange boréale (Poecile montanus) \| \| \| \| |
|  | |
|  | Mésange d'Iran (Poecile hyrcanus)                                                                        |
|  | |
|  | Mésange boréale (Poecile montanus)                                                                       |
|  | |

|  | Mésange d'Iran (Poecile hyrcanus)  |
|  |                                    |
|  | Mésange boréale (Poecile montanus) |
|  |                                    |

|  | Mésange lapone (Poecile cinctus)                                                                                       |
|  | |
|  | \| \| Mésange à dos marron (Poecile rufescens) \| \| \| \| \| \| Mésange à tête brune (Poecile hudsonicus) \| \| \| \| |
|  | |
|  | Mésange à dos marron (Poecile rufescens)                                                                               |
|  | |
|  | Mésange à tête brune (Poecile hudsonicus)                                                                              |
|  | |

|  | Mésange à dos marron (Poecile rufescens)  |
|  |                                           |
|  | Mésange à tête brune (Poecile hudsonicus) |
|  |                                           |

|  | Mésange de Caroline (Poecile carolinensis)                                                                          |
|  | |
|  | \| \| Mésange à tête noire (Poecile atricapillus) \| \| \| \| \| \| Mésange de Gambel (Poecile gambeli) \| \| \| \| |
|  | |
|  | Mésange à tête noire (Poecile atricapillus)                                                                         |
|  | |
|  | Mésange de Gambel (Poecile gambeli)                                                                                 |
|  | |

|  | Mésange à tête noire (Poecile atricapillus) |
|  |                                             |
|  | Mésange de Gambel (Poecile gambeli)         |
|  |                                             |

|  | Mésange de Caroline (Poecile carolinensis)                                                                          |
|  | |
|  | \| \| Mésange à tête noire (Poecile atricapillus) \| \| \| \| \| \| Mésange de Gambel (Poecile gambeli) \| \| \| \| |
|  | |
|  | Mésange à tête noire (Poecile atricapillus)                                                                         |
|  | |
|  | Mésange de Gambel (Poecile gambeli)                                                                                 |
|  | |

|  | Mésange à tête noire (Poecile atricapillus) |
|  |                                             |
|  | Mésange de Gambel (Poecile gambeli)         |
|  |                                             |

|  | Mésange de Caroline (Poecile carolinensis)                                                                          |
|  | |
|  | \| \| Mésange à tête noire (Poecile atricapillus) \| \| \| \| \| \| Mésange de Gambel (Poecile gambeli) \| \| \| \| |
|  | |
|  | Mésange à tête noire (Poecile atricapillus)                                                                         |
|  | |
|  | Mésange de Gambel (Poecile gambeli)                                                                                 |
|  | |

|  | Mésange à tête noire (Poecile atricapillus) |
|  |                                             |
|  | Mésange de Gambel (Poecile gambeli)         |
|  |                                             |

|  | Mésange de Caroline (Poecile carolinensis)                                                                          |
|  | |
|  | \| \| Mésange à tête noire (Poecile atricapillus) \| \| \| \| \| \| Mésange de Gambel (Poecile gambeli) \| \| \| \| |
|  | |
|  | Mésange à tête noire (Poecile atricapillus)                                                                         |
|  | |
|  | Mésange de Gambel (Poecile gambeli)                                                                                 |
|  | |

|  | Mésange à tête noire (Poecile atricapillus) |
|  |                                             |
|  | Mésange de Gambel (Poecile gambeli)         |
|  |                                             |

|  | Mésange lapone (Poecile cinctus)                                                                                       |
|  | |
|  | \| \| Mésange à dos marron (Poecile rufescens) \| \| \| \| \| \| Mésange à tête brune (Poecile hudsonicus) \| \| \| \| |
|  | |
|  | Mésange à dos marron (Poecile rufescens)                                                                               |
|  | |
|  | Mésange à tête brune (Poecile hudsonicus)                                                                              |
|  | |

|  | Mésange à dos marron (Poecile rufescens)  |
|  |                                           |
|  | Mésange à tête brune (Poecile hudsonicus) |
|  |                                           |

|  | Mésange de Caroline (Poecile carolinensis)                                                                          |
|  | |
|  | \| \| Mésange à tête noire (Poecile atricapillus) \| \| \| \| \| \| Mésange de Gambel (Poecile gambeli) \| \| \| \| |
|  | |
|  | Mésange à tête noire (Poecile atricapillus)                                                                         |
|  | |
|  | Mésange de Gambel (Poecile gambeli)                                                                                 |
|  | |

|  | Mésange à tête noire (Poecile atricapillus) |
|  |                                             |
|  | Mésange de Gambel (Poecile gambeli)         |
|  |                                             |

|  | Mésange de Caroline (Poecile carolinensis)                                                                          |
|  | |
|  | \| \| Mésange à tête noire (Poecile atricapillus) \| \| \| \| \| \| Mésange de Gambel (Poecile gambeli) \| \| \| \| |
|  | |
|  | Mésange à tête noire (Poecile atricapillus)                                                                         |
|  | |
|  | Mésange de Gambel (Poecile gambeli)                                                                                 |
|  | |

|  | Mésange à tête noire (Poecile atricapillus) |
|  |                                             |
|  | Mésange de Gambel (Poecile gambeli)         |
|  |                                             |

|  | Mésange de Caroline (Poecile carolinensis)                                                                          |
|  | |
|  | \| \| Mésange à tête noire (Poecile atricapillus) \| \| \| \| \| \| Mésange de Gambel (Poecile gambeli) \| \| \| \| |
|  | |
|  | Mésange à tête noire (Poecile atricapillus)                                                                         |
|  | |
|  | Mésange de Gambel (Poecile gambeli)                                                                                 |
|  | |

|  | Mésange à tête noire (Poecile atricapillus) |
|  |                                             |
|  | Mésange de Gambel (Poecile gambeli)         |
|  |                                             |

|  | Mésange de Caroline (Poecile carolinensis)                                                                          |
|  | |
|  | \| \| Mésange à tête noire (Poecile atricapillus) \| \| \| \| \| \| Mésange de Gambel (Poecile gambeli) \| \| \| \| |
|  | |
|  | Mésange à tête noire (Poecile atricapillus)                                                                         |
|  | |
|  | Mésange de Gambel (Poecile gambeli)                                                                                 |
|  | |

|  | Mésange à tête noire (Poecile atricapillus) |
|  |                                             |
|  | Mésange de Gambel (Poecile gambeli)         |
|  |                                             |

|  | Mésange à bavette (Poecile hypermelaenus) |
|  |                                           |
|  | Mésange nonnette (Poecile palustris)      |
|  |                                           |

|  | Mésange de Weigold (Poecile weigoldicus)                                                                 |
|  | |
|  | \| \| Mésange d'Iran (Poecile hyrcanus) \| \| \| \| \| \| Mésange boréale (Poecile montanus) \| \| \| \| |
|  | |
|  | Mésange d'Iran (Poecile hyrcanus)                                                                        |
|  | |
|  | Mésange boréale (Poecile montanus)                                                                       |
|  | |

|  | Mésange d'Iran (Poecile hyrcanus)  |
|  |                                    |
|  | Mésange boréale (Poecile montanus) |
|  |                                    |

|  | Mésange à bavette (Poecile hypermelaenus) |
|  |                                           |
|  | Mésange nonnette (Poecile palustris)      |
|  |                                           |

|  | Mésange de Weigold (Poecile weigoldicus)                                                                 |
|  | |
|  | \| \| Mésange d'Iran (Poecile hyrcanus) \| \| \| \| \| \| Mésange boréale (Poecile montanus) \| \| \| \| |
|  | |
|  | Mésange d'Iran (Poecile hyrcanus)                                                                        |
|  | |
|  | Mésange boréale (Poecile montanus)                                                                       |
|  | |

|  | Mésange d'Iran (Poecile hyrcanus)  |
|  |                                    |
|  | Mésange boréale (Poecile montanus) |
|  |                                    |

|  | Mésange à bavette (Poecile hypermelaenus) |
|  |                                           |
|  | Mésange nonnette (Poecile palustris)      |
|  |                                           |

|  | Mésange de Weigold (Poecile weigoldicus)                                                                 |
|  | |
|  | \| \| Mésange d'Iran (Poecile hyrcanus) \| \| \| \| \| \| Mésange boréale (Poecile montanus) \| \| \| \| |
|  | |
|  | Mésange d'Iran (Poecile hyrcanus)                                                                        |
|  | |
|  | Mésange boréale (Poecile montanus)                                                                       |
|  | |

|  | Mésange d'Iran (Poecile hyrcanus)  |
|  |                                    |
|  | Mésange boréale (Poecile montanus) |
|  |                                    |

|  | Mésange à bavette (Poecile hypermelaenus) |
|  |                                           |
|  | Mésange nonnette (Poecile palustris)      |
|  |                                           |

|  | Mésange de Weigold (Poecile weigoldicus)                                                                 |
|  | |
|  | \| \| Mésange d'Iran (Poecile hyrcanus) \| \| \| \| \| \| Mésange boréale (Poecile montanus) \| \| \| \| |
|  | |
|  | Mésange d'Iran (Poecile hyrcanus)                                                                        |
|  | |
|  | Mésange boréale (Poecile montanus)                                                                       |
|  | |

|  | Mésange d'Iran (Poecile hyrcanus)  |
|  |                                    |
|  | Mésange boréale (Poecile montanus) |
|  |                                    |

Même si elles sont très proches physiquement, la Mésange nonnette et la Mésange boréale ont divergé il y a quatre millions d'années et ne sont pas leurs plus proches parents respectifs,.
Des hybrides sont connus avec la Mésange azurée (Parus cyanus), la Mésange boréale (Poecile montanus), la Mésange charbonnière (Parus major) et la Mésange huppée (Parus cristatus).

### Sous-espèces
L'espèce est polytypique : selon les auteurs, elle compte neuf à dix sous-espèces, qui ne sont pas les mêmes d'un auteur à l'autre. D'après la classification de référence (version 15.1, 2025) de l'Union internationale des ornithologues, l'espèce est constituée des dix sous-espèces suivantes (ordre phylogénique) :

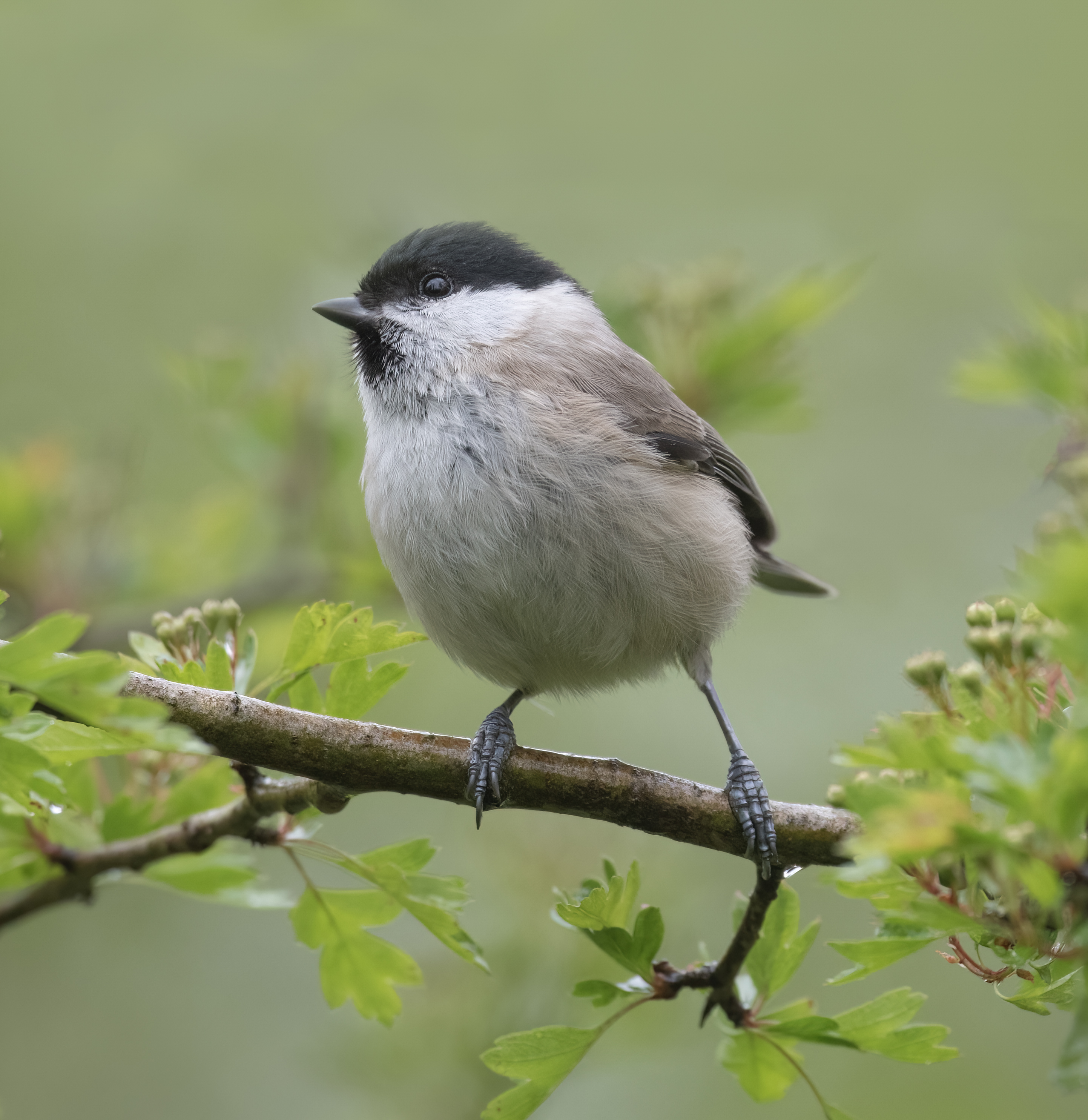
P. p. dresseri, ici dans le Lancashire, en Angleterre

Poecile palustris dresseri (Stejneger, 1886)
Pays de Galles, centre et sud de l'Angleterre, ouest de la France (Bretagne, Anjou et Poitou). La plus petite et la plus sombre des sous-espèces, elle se différencie de manière assez marquée de P. p. palustris, avec un dessus brun chaud, légèrement plus sombre et moins gris, ainsi qu'un dessous blanc crème plus terne. Elle présente un défi d'identification majeur avec la sous-espèce locale de la Mésange boréale, au point qu'on a pensé jusqu'en 1897 qu'il s'agissait d'une seule et même espèce.
Poecile palustris palustris (Linnaeus, 1758)
Sous-espèce nominale. De la Scandinavie au nord de la péninsule Ibérique et, à l'Est, jusqu'en Pologne, aux Balkans et à la Grèce.
Poecile palustris italicus (Tschusi & Hellmayr, 1900)
Alpes françaises, Italie et Sicile. Différenciation peu marquée, coloration intermédiaire entre dresseri et la sous-espèce nominale.
Poecile palustris stagnatilis (Brehm, CL, 1855)
Europe de l'Est jusqu'au sud de l'Oural et au nord-ouest de la Turquie. Plus grande et plus pâle que ses voisines.
Poecile palustris kabardensis (Buturlin, 1929)
Caucase et nord-est de la Turquie. Différenciation assez peu marquée, similaire à palustris, mais avec le dessus plus pâle et plus gris, les joues plus blanches et le chamois des flancs plus limité, voire absent.
Poecile palustris brevirostris (Taczanowski, 1872)
Sud de la Sibérie, nord de la Mongolie, Mandchourie, Liaoning et extrême nord de la péninsule coréenne. Similaire à palustris, mais avec le dessus plus pâle et plus gris, les joues plus blanches, le chamois des flancs faible ou absent, les rémiges et les rectrices frangées de pâle, formant un panneau pâle sur l'aile fermée.
Poecile palustris ernsti (Yamashina, 1933)
Île de Sakhaline. Similaire à brevirostris, mais plus pâle, avec une bavette assez grande et une queue plus courte.
Poecile palustris hensoni (Stejneger, 1892)
Sud des îles Kouriles et nord du Japon (Hokkaidō). Très similaire à brevirostris, avec la queue plus courte.
Poecile palustris jeholicus (Kleinschmidt & Weigold, 1922)
Nord Hebei et nord de la péninsule coréenne. Similaire à hellmayri, mais plus pâle et plus grande.
Poecile palustris hellmayri (Bianchi, 1902)
Est de la Chine et sud de la péninsule coréenne. Similaire à brevirostris, mais avec un dessus plus sombre et d'un marron terne, semblable à palustris, et un dessous plus chamois. Relativement plus petite, surtout dans le sud de son aire de répartition.
Ces sous-espèces sont faiblement différenciées dans leur apparence et ne s'appuient pas sur une étude génétique détaillée. Certains auteurs distinguent trois groupes de sous-espèces différant entre elles par leurs proportions : palustris en Europe et dans le Caucase, brevirostris en Asie de l'Est et hellmayri dans le nord-est de la Chine. Elles présentent une variation continue en fonction d'un gradient géographique (variation clinale) : la taille (longueur de l'aile et de la queue) diminue et la saturation du plumage augmente selon un cline d'est en ouest.

## La Mésange nonnette et l'être humain

### Statut juridique
La Mésange nonnette possède une très vaste aire de répartition, estimée à 30,1 millions de km², et des effectifs importants, estimés entre 10 et 20,99 millions d'individus. Ces effectifs sont en déclin, mais modéré. L'espèce est donc considérée comme de préoccupation mineure par la liste rouge de l'UICN. Comme toutes les espèces de paridés, elle est protégée par l'annexe II de la Convention sur la conservation des espèces migratrices appartenant à la faune sauvage (convention de Bonn).
En Belgique, la Mésange nonnette est protégée, comme tous les Paridae, par l'article 2 de la loi du 12 juillet 1973 sur la conservation de la nature, tel qu'inséré par le décret du 6 décembre 2001. En Wallonie, l'espèce connaît un léger déclin de 2,3 % sur le long terme (1990-2009).
En France, comme pour tous les Paridae, la Mésange nonnette bénéficie d'une protection totale depuis l'arrêté ministériel du 17 avril 1981 relatif aux oiseaux protégés sur l'ensemble du territoire. Il est donc interdit de la détruire, la mutiler, la capturer ou l'enlever, de la perturber intentionnellement ou de la naturaliser, ainsi que de détruire ou enlever les œufs et les nids, et de détruire, altérer ou dégrader son milieu. Qu'elle soit vivante ou morte, il est aussi interdit de la transporter, colporter, de l'utiliser, de la détenir, de la vendre et de l'acheter. Elle fait partie des espèces spécialistes en déclin sur le territoire français : ses effectifs nicheurs ont diminué de 53 % entre 1989 et 2008, en raison de la dégradation des habitats et du rajeunissement moyen des forêts.
Au Royaume-Uni, l'espèce est protégée par le Wildlife and Countryside Act 1981. Alors qu'elle était assez commune en Angleterre et au Pays de Galles, ses effectifs ont baissé d'environ 80 % entre 1967 et 2022, ce qui explique qu'elle figure sur la liste rouge des oiseaux dont l'état de conservation est préoccupant. Elle a également été désignée comme espèce prioritaire au titre du cadre stratégique britannique en matière de biodiversité pour l'après-2010 (UK Post-2010 Biodiversity Framework).
En Suisse, la nonnette est assez commune et ne fait donc pas partie des espèces désignées comme prioritaires pour une conservation ciblée. Contrairement à la plupart des autres pays européens, l'espèce y est en progression d'environ 30 % de 1993-1996 à 2023, particulièrement dans le canton du Tessin, en basse plaine du Rhône et dans le canton du Jura. Les causes de cette hausse sont mal connues, mais il semble que la Mésange nonnette profite d’une gestion forestière plus favorable à la biodiversité et d'un moindre enrésinement en plaine.

### La Mésange nonnette et la science

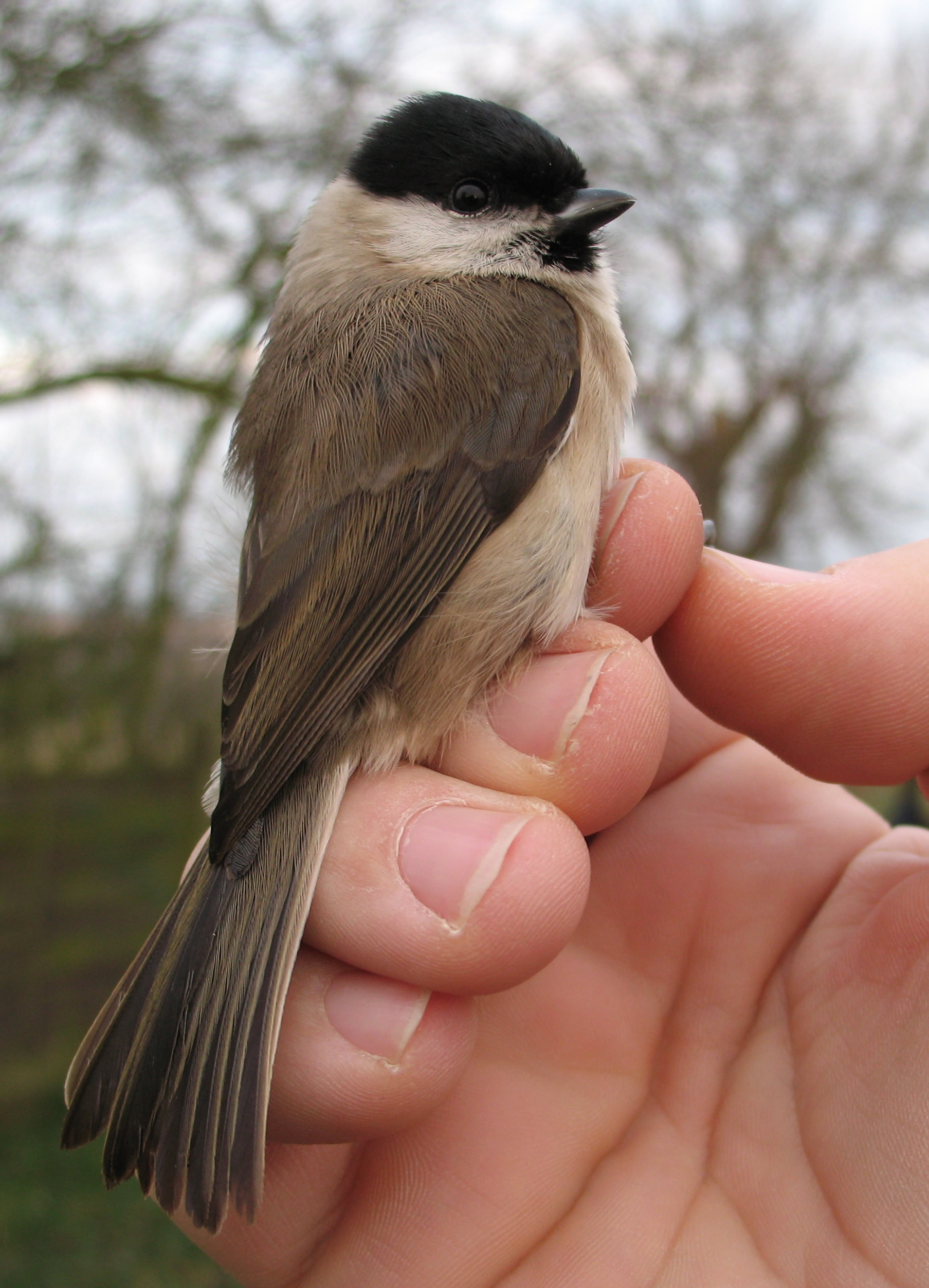
Le baguage est une méthode essentielle pour étudier l'écologie de l'espèce.

Cette espèce est assez bien étudiée, même si la grande majorité des travaux concerne l'Europe. Les Mésanges nonnettes se capturent facilement aux filets japonais ou à la cage-piège, ce qui permet de les baguer. Leurs nids sont relativement accessibles, ce qui permet de marquer les juvéniles et de les suivre tout au long de leur vie. L'usage de bagues colorées pour distinguer les individus au sein de populations précises a fourni des informations cruciales sur leur mode de vie.
Les premières études de terrain sur l'écologie de l'espèce remontent aux années 1930-1940 et ont été réalisées à Bagley Wood, près d'Oxford, en Angleterre, sous l'égide de l'Edward Grey Institute of Field Ornithology. Elles avaient pour sujet une petite population de nonnettes établie sur 20 hectares de vieille forêt,,,. Non loin, à Wytham Woods, une thèse de doctorat a porté de 2004 à 2008 sur l'écologie de la nonnette et l'usage qu'elle fait de son habitat. La population locale de mésanges (bleues, charbonnières et nonnettes) a également été équipée de transpondeurs de type PIT (passive integrated transponder), qui permettent de suivre les allées et venues des individus marqués au travers d'un réseau de mangeoires automatiques installées dans les bois,.
Une population de nonnettes a été suivie de 1947 à 1954 sur 70 hectares dans la forêt d'Allschwil, près de Bâle, en Suisse. Les résultats de ces travaux n'ont été publiés qu'à la fin des années 1990 et au début des années 2000,,,,.
De 1967 à 1973, une étude a comparé l'écologie de Mésanges nonnettes et de Mésanges boréales dans 70 hectares d'une forêt de bouleaux à Pfrunger-Burgweiler Ried, dans le Bade-Wurtemberg, en Allemagne,.
En 1982, une étude portant sur des Mésanges nonnettes nichant en cavités naturelles et en nichoirs a été mise en place sur 64 hectares de boisements fragmentés à Lund, dans le sud de la Suède. Toujours en cours, ce programme de long terme a débouché sur une série d'articles portant sur la dispersion juvénile et sur la nidification de l'espèce.
À partir des années 1980, une autre étude de long terme a démarré au sein du parc national de Białowieża, en Pologne, strictement protégé depuis 1921. À l'origine d'une douzaine d'articles, ce programme décrit l'écologie de la Mésange nonnette dans un milieu non perturbé par l'être humain et représentatif de ses besoins naturels. Les travaux menés sur place incluent depuis 1975 un recensement annuel de l'ensemble de la population d'oiseaux qui permet de mettre en contexte l'évolution de la population de nonnettes au regard de celles de leurs concurrents et prédateurs.
La forêt de Monks Wood, dans le Cambridgeshire, en Angleterre, accueille depuis le début des années 1990 un programme de baguage de Mésanges nonnettes. Il vise à analyser l'organisation sociale, la dispersion, le succès reproducteur et la sélection d'habitat de l'espèce. Pour ce faire, les mouvements des nonnettes sont reportés dans un système d'information géographique et les habitats sont modélisés par télédétection, notamment par laser (lidar).

### La Mésange nonnette dans la culture

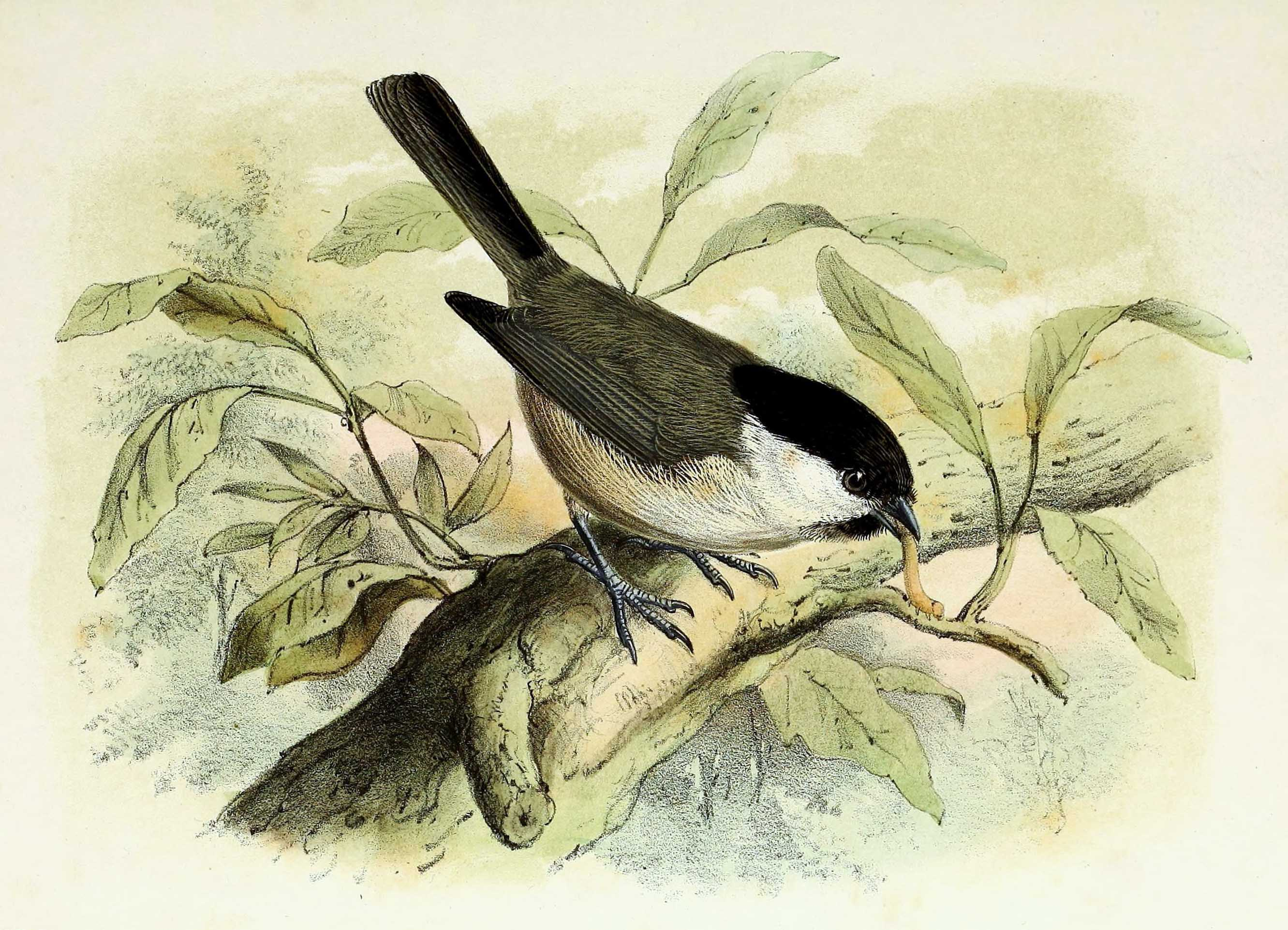
Mésange nonnette dessinée par John Gerrard Keulemans en 1873.

La Mésange nonnette n'est pas identifiée avec certitude dans les textes de l'Antiquité gréco-romaine. Les mésanges en général sont appelées aigithal(l)os, sachant que la Grèce actuelle en possède huit espèces : bleue, boréale, charbonnière, huppée, à longue queue, lugubre, noire et nonnette. Le terme melankoryphos est utilisé en premier chez Aristophane en 414 av. J.-C. (Les Oiseaux au vers 887), pour un petit oiseau dont on ne sait rien, sauf le nom : « à la tête noire », ce qui pourrait renvoyer à la nonnette, mais aussi à trois autres mésanges (charbonnière, lugubre et noire), quatre fauvettes (Fauvette mélanocéphale, Fauvette de Rüppell, Fauvette sarde et Fauvette à tête noire) ou encore au Bruant mélanocéphale (Emberiza melanocephala). Aristote ne compte pas la nonnette parmi les trois mésanges qu'il décrit. Le grammairien grec Hésychios d'Alexandrie définit le terme melandeiros comme désignant un petit oiseau, littéralement « à la gorge noire », ce qui pourrait renvoyer également au Tarier pâtre (Saxicola torquatus), au Moineau friquet (Passer montanus), au Traquet oreillard (Oenanthe hispanica) ou à trois autres mésanges (charbonnière, lugubre et noire). Callimaque de Cyrène emploie enfin le terme erisalpinx (littéralement « trompette bruyante ») comme synonyme d'aigithal(l)os, ce qui pourrait renvoyer au pit-siou de la Mésange nonnette, mais aussi au ti-tu de la charbonnière.
La Mésange nonnette a été représentée sur deux timbres émis par deux administrations postales différentes : Belgique (2004) et Tchéquie (2020).

### Enjeux de conservation

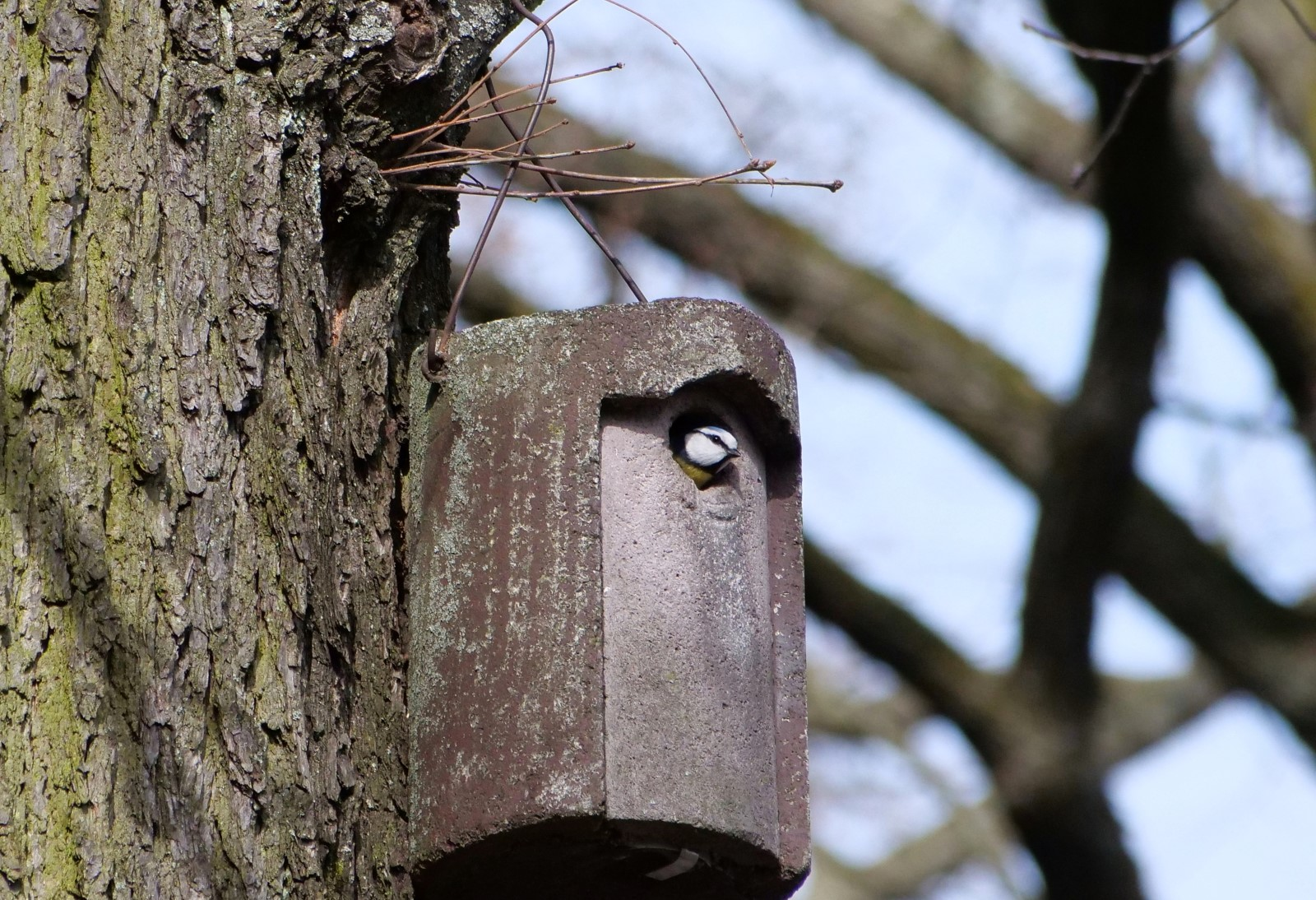
La Mésange nonnette n'occupe pas les nichoirs, qui peuvent devenir contre-productifs quand ils sont accaparés, comme ici, par des Mésanges bleues.

La Mésange nonnette est un oiseau spécialiste des forêts structurellement très diversifiées, dont le meilleur exemple est la forêt primaire de Białowieża, et à défaut les forêts matures et anciennes. Inversement, les forêts plantées et gérées intensivement constituent un habitat dégradé, mais la nonnette peut très bien s'accommoder de taillis sous futaie à rotation longue. 
Si l'évolution des pratiques sylvicoles et la hausse de la maturité des peuplements n'a pas empêché la baisse des populations britanniques de nonnettes, la préservation de grandes parcelles boisées dans des régions riches en forêts permet de freiner ce déclin. Les grands éléments boisés offrent une plus grande diversité d'habitats pour soutenir les populations de nonnettes et forment une trame qui permet aux jeunes de se disperser pour former de nouveaux territoires. Renforcer cette trame est donc susceptible d'améliorer la résilience des populations.
La pose de nichoirs est un outil majeur de conservation pour soutenir des populations d'oiseaux, mais elle est inefficace pour les Mésanges nonnettes. Trouver un site de nidification adapté n'est pas un problème pour elles dans une forêt naturelle ou semi-naturelle : le facteur limitant est plutôt l'étendue des boisements disponibles pour soutenir un territoire. Même quand ils sont prévus pour elles, les nonnettes n'adoptent que rarement les nichoirs, accaparés par les Mésanges bleues. Ces nichoirs deviennent alors contre-productifs, puisqu'ils accroissent la compétition pour les sites de nidification.
Le nourrissage des oiseaux, pratiqué intensivement en Europe, favorise surtout les Mésanges bleue et charbonnière, socialement dominantes, et pourrait avoir un effet défavorable sur les espèces dominées, dont la Mésange nonnette,. Cette position est controversée et les premières études n'ont pas montré de lien négatif direct à grande échelle entre la Mésange nonnette et les espèces concurrentes, mais cet effet a été démontré localement à Wytham Woods.
Il reste de nombreuses lacunes dans les connaissances sur la Mésange nonnette. L'impact du déclin des populations d'insectes sur sa dynamique de population est par exemple inconnu. En Grande-Bretagne, aucune étude de grande ampleur n'a porté sur les dynamiques de territoire, l'utilisation de l'habitat ou le succès reproducteur de l'espèce entre les années 1940 et le début des années 2000, alors que son déclin a commencé dans les années 1960. Quand l'urgence s'est fait jour, il restait peu de populations stables et fonctionnelles à étudier. Inversement, la nonnette voit ses populations augmenter dans certaines régions, sans qu'on en connaisse les raisons. Il est donc nécessaire de poursuivre les recherches pour mieux comprendre les déterminants du progrès ou de la régression de l'espèce.